# Juventus FC
Juventus Football Club (từ tiếng Latinh: iuventūs, có nghĩa là "tuổi trẻ"; phát âm tiếng Ý: [juˈvɛntus]), thường được gọi là Juventus Turin, Juventus FC, Juventus, Juve (phát âm [ˈjuːve]) là một câu lạc bộ bóng đá chuyên nghiệp của Ý có trụ sở đặt tại Torino (Turin), Piemonte. Được thành lập vào năm 1897, câu lạc bộ thi đấu trong bộ trang phục sọc trắng đen từ năm 1903 và chơi các trận đấu trên sân nhà ở nhiều sân vận động khác nhau quanh thành phố, mới đây nhất là Sân vận động Juventus/Allianz (tiếng Anh là Juventus Arena hay Allianz Stadium) có sức chứa 41.507 chỗ ngồi. Với biệt danh Vecchia Signora ("Bà đầm già"), câu lạc bộ đã giành được 36 danh hiệu Serie A, 15 danh hiệu Coppa Italia, 9 danh hiệu Supercoppa Italiana, 2 Intercontinental Cup, 2 UEFA Champions League, 1 UEFA Cup Winners' Cup, 3 UEFA Cup, 2 UEFA Super Cup, 7 Berlusconi trophy và 1 UEFA Intertoto Cup.

## Tên gọi
Tên chính thức của câu lạc bộ "Juventus" lấy từ "iuventūs" có gốc tiếng Latinh mang nghĩa là "tuổi trẻ" hay "thanh xuân". Trong tiếng Ý, từ mang nghĩa tương ứng là "gioventù", tuy vậy báo chí tiếng Ý nói riêng hay báo chí các ngôn ngữ dùng chữ Latinh nói chung không bao giờ dùng từ tiếng Ý "gioventù" để gọi câu lạc bộ này.

## Lịch sử

### Những năm đầu (1897-1918)

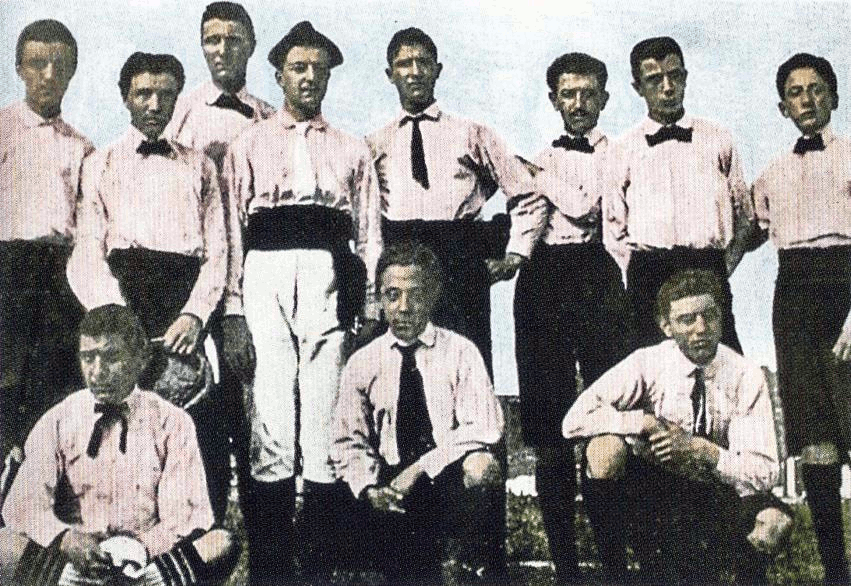
Đội hình Juventus đầu tiên, khoảng năm 1897 đến năm 1898.

Juventus được thành lập từ Câu lạc bộ thể thao Juventus vào năm 1897 bởi một nhóm học sinh trường Trung học Massimo D'Azeglio tại Turin, trong số đó có hai anh em Eugenio và Enrico Canfari, nhưng được đổi tên thành Câu lạc bộ bóng đá Juventus hai năm sau đó. Câu lạc bộ tham gia Giải vô địch bóng đá Ý lần đầu tiên vào năm 1900. Thời kỳ đầu, đội mặc bộ trang phục thi đấu màu hồng và đen. Juventus lần đầu tiên giành chức vô địch giải vô địch quốc gia vào năm 1905 khi chơi tại sân Velodromo Umberto I. Vào thời điểm này, màu sắc trang phục của câu lạc bộ đã thay đổi thành màu sọc đen và trắng, lấy cảm hứng từ câu lạc bộ Anh Notts County F.C..
Có một sự chia rẽ nội bộ tại câu lạc bộ vào năm 1906, sau khi một số nhân viên xem xét chuyển Juve ra khỏi Torino. Chủ tịch Alfred Dick không hài lòng với điều này và đã để lại một số cầu thủ nổi bật cho FBC Torino, từ đó sinh ra khái niệm Derby della Mole. Juventus đã dành phần lớn thời gian để xây dựng lại đội bóng sau Thế chiến thứ nhất.

### Thống trị giải đấu quốc nội (1923-1980)
Chủ sở hữu FIAT Edoardo Agnelli giành quyền quản lý câu lạc bộ vào năm 1923 và cho xây dựng một sân vận động mới. Điều này đã giúp câu lạc bộ đạt Scudetto thứ hai trong mùa giải 1925, sau khi đánh bại Alba Roma với tổng tỷ số 12-1. Câu lạc bộ trở thành một thế lực lớn của bóng đá Ý từ những năm 1930, từ đó giành được năm chức vô địch quốc gia liên tiếp (bốn lần dưới sự chỉ đạo của Carlo Carcano) và tạo thành nòng cốt của đội tuyển quốc gia Ý trong kỷ nguyên Vittorio Pozzo, bao gồm chức vô địch thế giới năm 1934, với các cầu thủ ngôi sao như Raimundo Orsi, Luigi Bertolini, Giovanni Ferrari và Luis Monti.
Juventus chuyển đến Stadio Comunale trong phần còn lại của những năm 1930 và phần lớn những năm 1940, họ không thể giành lại quyền thống trị ngôi vô địch. Sau Thế chiến thứ hai, Gianni Agnelli được bổ nhiệm làm chủ tịch danh dự. Câu lạc bộ tiếp tục vô địch giải đấu quốc gia 2 lần liên tiếp nữa trong mùa giải 1949-1950 và 1951-52 sau đó thuộc quyền quản lý của Jesse Carver. Hai tiền đạo mới được ký hợp đồng trong mùa giải 1957-58: John Charles và Omar Sívori, thi đấu cùng với Giampiero Boniperti. Mùa giải đó chứng kiến Juventus trở thành đội bóng đầu tiên của Ý giành được mười danh hiệu vô địch quốc gia. Trong cùng một mùa giải, Sívori trở thành cầu thủ đầu tiên tại câu lạc bộ giành giải Cầu thủ xuất sắc nhất châu Âu. Mùa giải tiếp theo, họ đánh bại Fiorentina để hoàn thành giải cú đúp danh hiệu, Serie A và Coppa Italia. Boniperti đã giải nghệ vào năm 1961 với tư cách là cầu thủ ghi bàn xuất sắc nhất mọi thời đại của câu lạc bộ, với 182 bàn thắng trong tất cả các giải đấu, một kỷ lục của câu lạc bộ đã tồn tại 45 năm.
Trong phần còn lại của thập kỷ, câu lạc bộ giành được chức vô địch giải đấu quốc gia thêm một lần nữa vào năm 1966-1967. Tuy nhiên, những năm 1970 chứng kiến Juventus tiếp tục củng cố vị thế của mình trong bóng đá Ý. Dưới thời cựu cầu thủ Čestmír Vycpálek, họ tiếp tục vô địch Scudetto vào mùa giải năm 1971-72 và 1972-73, với các cầu thủ như Roberto Bettega, Franco Causio và Jose Altafini. Trong phần còn lại của thập kỷ, họ vô địch thêm hai lần nữa, với hậu vệ Gaetano Scirea. Giovanni Trapattoni, người cũng dẫn dắt câu lạc bộ đến danh hiệu lớn đầu tiên tại châu Âu (UEFA Cup) vào năm 1977 và tiếp tục sự thống trị của câu lạc bộ vào đầu những năm 1980. Trong nhiệm kỳ của Trapattoni, nhiều cầu thủ Juventus trở thành trụ cột của đội tuyển quốc gia Ý trong kỷ nguyên thành công của Enzo Bearzot, bao gồm World Cup 1978, Euro 1980 và World Cup 1982.

### Trình diễn tại châu Âu (1980-1993)

Michel Platini giành quả bóng vàng châu âu

Kỷ nguyên Trapattoni rất thành công vào những năm 1980 và câu lạc bộ khởi đầu thập kỷ rất tốt đẹp, giành được chức vô địch quốc gia thêm ba lần nữa vào năm 1984. Điều này có nghĩa là Juventus đã giành được 20 danh hiệu vô địch quốc gia Ý, trở thành câu lạc bộ duy nhất của Ý đạt được điều này. Trong khoảng thời gian này, các cầu thủ của câu lạc bộ đã thu hút được sự chú ý đáng kể và Paolo Rossi được bầu chọn là Cầu thủ xuất sắc nhất châu Âu sau đóng góp của anh cho chiến thắng của Ý tại World Cup 1982, tại đây anh được bầu là Cầu thủ hay nhất giải đấu. Cầu thủ người Pháp Michel Platini cũng được trao tặng danh hiệu Cầu thủ xuất sắc nhất châu Âu trong ba năm liên tiếp vào các năm 1983, 1984 và 1985. Juventus là câu lạc bộ đầu tiên và là một trong hai câu lạc bộ duy nhất có các cầu thủ từ câu lạc bộ của họ giành giải thưởng cá nhân trong bốn năm liên tiếp. Chính Platini là người đã ghi bàn thắng trong trận Chung kết Cúp C1 châu Âu 1985 với Liverpool. Từ đó, Juventus trở thành câu lạc bộ đầu tiên trong lịch sử bóng đá châu Âu giành chiến thắng ở cả ba giải đấu lớn của UEFA. Ngoại trừ việc giành chức vô địch quốc gia Ý mùa giải 1985-86, phần còn lại của thập niên 1980 không thành công cho câu lạc bộ. Cùng với việc phải đối mặt với Napoli của Diego Maradona, cả hai câu lạc bộ đến từ Milano đều giành được chức vô địch Ý. Tuy nhiên, Juventus đã giành được cú đúp danh hiệu Coppa Italia-UEFA Cup năm 1990 dưới sự dẫn dắt của cựu huyền thoại câu lạc bộ Dino Zoff. Vào năm 1990, Juventus chuyển đến ngôi nhà mới Sân vận động Alpi, được xây dựng để chuẩn bị cho World Cup 1990. Bất chấp sự xuất hiện của ngôi sao người Ý Roberto Baggio vào cuối năm đó với mức phí chuyển nhượng kỷ lục, đầu những năm 1990 dưới thời Luigi Maifredi và sau đó là Trapattoni một lần nữa ít thành công cho Juventus khi họ chỉ giành được UEFA Cup vào năm 1993.

### Vô địch Champions League lần thứ hai và Supercoppa Italiana lần đầu tiên (1994–2004)
Marcello Lippi tiếp quản vị trí huấn luyện viên trưởng Juventus khi bắt đầu mùa giải 1994-95. Mùa giải đầu tiên của ông ở vị trí lãnh đạo của câu lạc bộ là một thành công, khi Juventus vô địch Serie A lần đầu tiên kể từ giữa những năm 1980, cũng như Coppa Italia. Mùa chuyển nhượng của các cầu thủ trong giai đoạn này có sự góp mặt của Ciro Ferrara, Roberto Baggio, Gianluca Vialli và Alessandro Del Piero. Lippi đã dẫn dắt Juventus tới Supercoppa Italiana và Champions League, đánh bại Ajax trên chấm phạt đền sau trận hòa 1-1 trong đó Fabrizio Ravanelli ghi bàn cho Juventus. Trên sân nhà, Juventus đã lên ngôi vô địch Serie A các mùa 1996-97 và 1997-98, cũng như Siêu cúp UEFA 1996 và Cúp Liên lục địa năm 1996. Juventus cũng lọt vào trận chung kết Champions League 1997 và 1998 trong giai đoạn này, nhưng lần lượt để thua trước Borussia Dortmund và Real Madrid.
Sau khi vắng mặt hơn hai mùa, Lippi trở lại câu lạc bộ vào năm 2001 sau khi thay thế Carlo Ancelotti, ký hợp đồng với những cầu thủ tên tuổi như Gianluigi Buffon, David Trezeguet, Pavel Nedvěd và Lilian Thuram, giúp đội bóng thêm hai danh hiệu Scudetto trong các mùa 2001-02 và 2002-03. Juventus cũng là lọt vào trận chung kết Champions League năm 2003, nhưng thua Milan trên chấm phạt đền sau khi trận đấu kết thúc với tỷ số hòa 0-0. Kết thúc mùa giải tiếp theo, Lippi được bổ nhiệm làm huấn luyện viên trưởng đội tuyển quốc gia Italy, chấm dứt một trong những kỷ nguyên huấn luyện thành công nhất trong lịch sử của Juventus.

### Bê bốiCalciopoli(2004–2007)
Fabio Capello được bổ nhiệm làm huấn luyện viên trưởng của Juventus vào năm 2004 và dẫn dắt câu lạc bộ đến hai chức vô địch liên tiếp tại Serie A. Vào tháng 5 năm 2006, Juventus là một trong năm câu lạc bộ liên quan đến vụ bê bối Calciopoli. Vào tháng 7, Juventus đã bị xếp ở cuối bảng xếp hạng và lần đầu tiên xuống hạng trong lịch sử. Câu lạc bộ cũng bị tước danh hiệu năm 2005 giành được dưới thời Capello, trong khi danh hiệu năm 2006 được trao cho Inter Milan.
Nhiều cầu thủ chủ chốt đã rời đi sau khi họ xuống hạng, bao gồm Lillian Thuram, tiền đạo ngôi sao Zlatan Ibrahimović và cầu thủ phòng ngự Fabio Cannavaro. Tuy nhiên, các cầu thủ tên tuổi khác như Alessandro Del Piero, Gianluigi Buffon, David Trezeguet và Pavel Nedvěd vẫn giúp câu lạc bộ trở lại Serie A, trong khi các cầu thủ trẻ như Sebastian Giovinco và Claudio Marchisio được hợp nhất vào đội một. Juventus đã giành được Cadetti (chức vô địch Serie B) và được thăng hạng trở lại với tư cách là người chiến thắng giải đấu sau mùa giải 2006-07, đội trưởng Del Piero giành giải Vua phá lưới với 21 bàn thắng.
Đầu năm 2010, Juventus cân nhắc việc tước bỏ Scudetto của họ từ năm 2005 và việc không chuyển nhượng danh hiệu năm 2006, phụ thuộc vào kết quả của các thử nghiệm liên quan đến vụ bê bối năm 2006. Khi cựu tổng giám đốc Luciano Moggi bị kết án tại tòa án hình sự liên quan đến vụ bê bối đã bị Tòa án tối cao bãi bỏ một phần vào ngày 23 tháng 3 năm 2015, câu lạc bộ đã kiện Liên đoàn bóng đá Ý (FIGC) vì thiệt hại 443 triệu euro do họ bị xuống hạng. Chủ tịch FIGC Carlo Tavecchio đề nghị thảo luận về việc phục hồi Scudetto bị mất để đổi lấy việc Juventus bỏ vụ kiện. Vào ngày 9 tháng 9 năm 2015, Tòa án Tối cao công bố một tài liệu dài 150 trang giải thích phán quyết cuối cùng của vụ kiện: mặc dù các cáo buộc còn lại của Moggi đã bị hủy mà không có phiên tòa mới do quá thời hạn, tòa án xác nhận rằng Moggi là tích cực tham gia vào các gian lận thể thao nhằm mục đích ủng hộ Juventus và gia tăng lợi ích cá nhân của ông ta. Cuối cùng, vào năm 2016, tòa án đã từ chối yêu cầu bồi thường từ Juventus. Vào ngày 15 tháng 3 năm 2017, Moggi nhận án tù chung thân.

### Trở lại Serie A (2007–2011)
Sau khi trở lại Serie A mùa 2007-08, Juventus đã bổ nhiệm Claudio Ranieri làm huấn luyện viên trưởng. Họ kết thúc ở vị trí thứ ba trong mùa giải đầu tiên trở lại và đủ điều kiện thi đấu ở vòng loại thứ ba Champions League. Juventus lọt vào vòng bảng, nơi họ đánh bại Real Madrid ở cả hai trận sân nhà và sân khách, trước khi thua ở vòng đấu loại trực tiếp trước Chelsea. Ranieri bị sa thải sau chuỗi kết quả tệ hại và Ciro Ferrara được bổ nhiệm làm huấn luyện viên tạm thời cho hai trận đấu cuối cùng của mùa giải 2008-09, trước khi được bổ nhiệm làm huấn luyện viên chính thức vào mùa giải 2009-10.
Tuy nhiên, với việc Juventus bị loại khỏi Champions League và Coppa Italia, cũng như chỉ nằm ở vị trí thứ sáu trong bảng xếp hạng vào cuối tháng 1 năm 2010, dẫn đến việc sa thải Ferrara và Alberto Zaccheroni trở thành huấn luyện viên. Zaccheroni không thể giúp đội bóng cải thiện, Juventus kết thúc mùa giải ở vị trí thứ bảy tại Serie A. Trong mùa giải 2010-11, Jean-Claude Blanc được thay thế bởi Andrea Agnelli làm chủ tịch câu lạc bộ. Hành động đầu tiên của Agnelli là thay thế Zaccheroni và giám đốc thể thao Alessio Secco bằng Luigi Delneri và giám đốc thể thao Giuseppe Marotta. Tuy nhiên, Delneri đã thất bại trong việc cải thiện vận may và bị cách chức. Cựu cầu thủ và người hâm mộ yêu thích Antonio Conte sau khi giành chiến thắng với Siena, được xem là người thay thế Delneri. Vào tháng 9 năm 2011, Juventus chuyển đến Sân vận động Juventus.

### Chín danh hiệu liên tiếp (2011-2020)

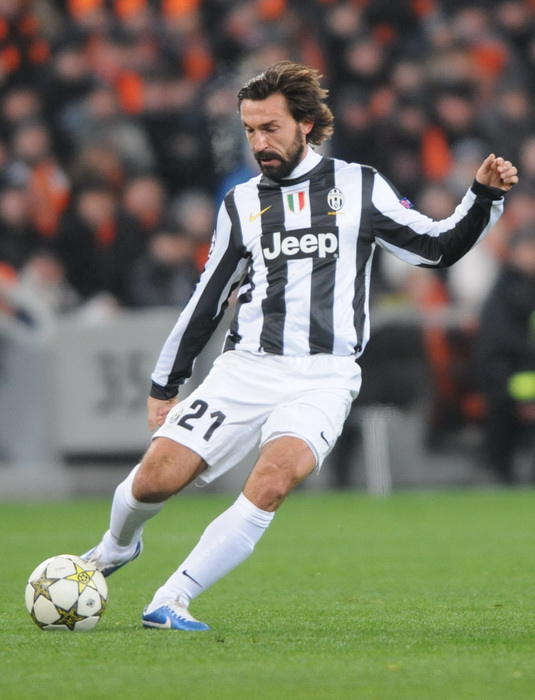
Andrea Pirlo

Với việc Conte làm huấn luyện viên trưởng, Juventus đã bất bại trong cả Serie A mùa giải 2011-12. Đến nửa sau của mùa giải, đội chủ yếu cạnh tranh với đối thủ phía bắc Milan để giành vị trí thứ nhất. Juventus giành được chức vô địch vào vòng đấu thứ 37 sau khi đánh bại Cagliari 2-0 và Milan thua Inter 4-2. Sau chiến thắng 3 -1 trong trận đấu cuối cùng với Atalanta, Juventus trở thành đội đầu tiên có mùa giải bất bại ở cả 38 trận. Những thành tích đáng chú ý khác bao gồm số bàn thắng trên sân khách nhiều nhất (5-0 trước Fiorentina), thành tích phòng ngự tốt nhất (20 bàn thua) ở Serie A và tốt thứ hai trong sáu giải đấu hàng đầu châu Âu năm đó. Trong mùa giải 2013-14, Juventus giành chức vô địch thứ ba liên tiếp với kỷ lục 102 điểm và 33 trận thắng. Danh hiệu này là chức vô địch giải đấu vô địch quốc gia thứ 30 trong lịch sử câu lạc bộ. Họ cũng lọt vào bán kết Europa League, nơi họ bị loại ở trên sân nhà trước Benfica.
Vào mùa giải 2014-15, Massimiliano Allegri được bổ nhiệm làm huấn luyện viên trưởng của Juventus, ông giúp Juve giành được danh hiệu vô địch quốc gia thứ tư liên tiếp, cùng với một Coppa Italia. Câu lạc bộ cũng đã đánh bại Real Madrid trong trận bán kết Champions League với tổng tỷ số 3-2, đối đầu với Barcelona trong trận chung kết tại Berlin lần đầu tiên kể từ Champions League mùa 2002-03. Juventus thua trận chung kết trước Barcelona với tỷ số 3-1 sau bàn thắng ở phút thứ tư của Ivan Rakitić, sau đó là bàn gỡ hòa của Álvaro Morata ở phút 55. Sau đó, Barcelona vươn lên dẫn trước một lần nữa bằng bàn thắng của Luis Suárez ở phút 70, sau đó là bàn thắng vào phút cuối của Neymar khi Juventus chỉ có 10 người trên sân. Vào ngày 14 tháng 12 năm 2015, Juventus giành giải thưởng Câu lạc bộ bóng đá của năm tại Serie A trong mùa giải 2014-15. Vào ngày 25 tháng 4 năm 2016, câu lạc bộ giành được danh hiệu vô địch quốc gia thứ năm liên tiếp (tổng cộng 32 lần) kể từ lần cuối cùng giành chức vô địch mùa 1930-1931 và 1934-35, sau khi Napoli để thua Roma. Vào ngày 21 tháng 5, câu lạc bộ giành được danh hiệu Coppa Italia lần thứ 11 và danh hiệu thứ hai liên tiếp.
Vào ngày 17 tháng 5 năm 2017, Juventus tiếp tục giành được danh hiệu Coppa Italia thứ 12 của họ trong chiến thắng 2-0 trước Lazio (đội đầu tiên giành ba chức vô địch liên tiếp). Bốn ngày sau vào ngày 21 tháng 5, Juventus trở thành đội bóng đầu tiên giành sáu danh hiệu Serie A liên tiếp. Vào ngày 3 tháng 6 năm 2017, Juventus lọt vào Chung kết Champions League thứ hai sau ba năm, nhưng đã bị đánh bại 1-4 bởi đương kim vô địch Real Madrid. Vào ngày 9 tháng 5 năm 2018, Juventus đã giành được danh hiệu Coppa Italia thứ 13 của họ và thứ tư liên tiếp, trong chiến thắng 4-0 trước Milan. Bốn ngày sau vào ngày 13 tháng 5, Juventus bảo vệ danh hiệu Serie A thứ bảy liên tiếp. Vào tháng 7 năm 2018, Juventus phá vỡ kỷ lục về phí chuyển nhượng cho một cầu thủ trên 30 tuổi sau khi ký hợp đồng với siêu sao Cristiano Ronaldo (33 tuổi) từ Real Madrid với giá 112 triệu euro. Vào ngày 20 tháng 4 năm 2019, Juventus bảo vệ thành công danh hiệu Serie A thứ tám liên tiếp. Vào ngày 26 tháng 7 năm 2020, Juventus giành chức vô địch Serie A lần thứ chín liên tiếp. Juventus giành chức vô địch Cúp Quốc gia Italy (Coppa Italia) lần thứ 15 trong lịch sử sau khi đánh bại Atalanta với tỷ số 1-0 ở trận chung kết vào rạng ngày 16/5/2024.

## Biểu trưng

### Trang phục thi đấu

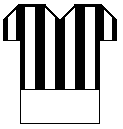
Màu áo của Juventus hiện nay

Juventus đã thi đấu trong bộ trang phục áo sọc trắng đen với quần short trắng, đôi khi là quần short đen từ năm 1903. Ban đầu, họ thi đấu trong bộ áo màu hồng có cà vạt đen. Người cha của một trong những cầu thủ đã phàn nàn rằng bộ áo thi đấu xấu đến nỗi vào năm 1903 câu lạc bộ phải tìm những mẫu thiết kế khác để thay thế chúng. Juventus đã hỏi một trong những thành viên trong đội, cầu thủ người Anh John Savage nhằm mục đích liên hệ với một số câu lạc bộ ở Anh có thể cung cấp áo đấu mới với màu sắc đẹp hơn. Ông có một người bạn sống ở Nottingham, là người hâm mộ Notts County đã nhờ vận chuyển những chiếc áo sọc trắng đen đến Torino. Juventus đã mặc bộ áo này từ đó đến nay.

### Logo

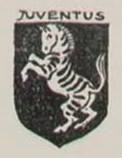
Biểu trưng ban đầu của Juventus
Biểu trưng của Juventus đến năm 2017
Biểu trưng của Juventus mùa 2017-18

Logo của Juventus đã trải qua nhiều sự thay đổi khác nhau kể từ năm 1920. Việc sửa đổi logo cuối cùng của Juve là diễn ra trước mùa giải 2004-05. Kể từ đó, biểu tượng chính thức của câu lạc bộ là màu đen và trắng với hình bầu dục giống chiếc khiên được sử dụng bởi các giáo sĩ người Ý. Nó được chia trong năm sọc trắng đen thẳng đứng gồm hai sọc trắng và ba sọc màu đen, bên trong đó là chi tiết sau đây; ở phần trên của nó, tên của câu lạc bộ được đặt lên một màu trắng phần lồi, và một nét liền cong vàng (biểu tượng cho danh dự). Ở dưới là hình một con bò, biểu tượng của thành phố Turin. Ngoài ra còn có một hình bóng đen của một chiếc vương miện bích họa trên logo hồi tưởng đến Augusta Tourinorum, một thành phố cổ của thời kỳ La Mã, hiện tại là thủ phủ của vùng Piemonte. Juventus là đội bóng đầu tiên trong lịch sử được chấp nhận in một ngôi sao ở phía trên logo của họ vào năm 1958. Kể từ đó, đây được xem là truyền thống và trở nên phổ biến với các câu lạc bộ khác. Trong những năm 1980, biểu tượng câu lạc bộ có in hình bóng của một con ngựa vằn, biểu trưng của đội bóng cùng với hai ngôi sao vàng tượng trưng hơn 20 chức vô địch Serie A.
Juventus đã giành chức vô địch quốc gia lần thứ 30 của họ trong mùa giải 2011-12, nhưng chỉ được tính chính thức là 28 bởi những tranh chấp với Liên đoàn bóng đá Ý về vụ bê bối Calciopoli vào năm 2006, khi đó 2 chức vô địch vào các mùa 2004-05 và 2005-06 của Juventus đã bị tước. Và khi Juventus giành danh hiệu chính thức lần thứ 30 của họ trong 2013-14, câu lạc bộ được quyền in ngôi sao thứ ba vào logo của mình, tuy nhiên, chủ tịch Andrea Agnelli nói rằng câu lạc bộ sẽ không sử dụng ngôi sao thứ 3 cho đến khi có một đội bóng khác ngoài Juventus giành chức vô địch Serie A lần thứ 20 nhằm "nhấn mạnh vị thế của Juventus". Tuy nhiên, mùa giải 2015-16, Juventus giới thiệu trang phục mới và kèm theo các ngôi sao thứ ba trên áo đấu của mình.
Trong quá khứ, phần lồi của logo có màu xanh lam (một biểu tượng khác của Torino) và có hình dạng lõm. Chiếc khiên cũ của Pháp và vương miện đều nằm ở phần dưới của biểu tượng, có kích thước lớn hơn. Hai "Ngôi sao vàng cho câu lạc bộ thể thao xuất sắc" được đặt phía trên phần lồi và lõm trong biểu tượng của Juventus. Những năm 1980, biểu tượng của câu lạc bộ là hình một con ngựa vằn, cùng với hai ngôi sao vàng và tên của câu lạc bộ tạo thành một vòng cung ở trên.

## Sân nhà

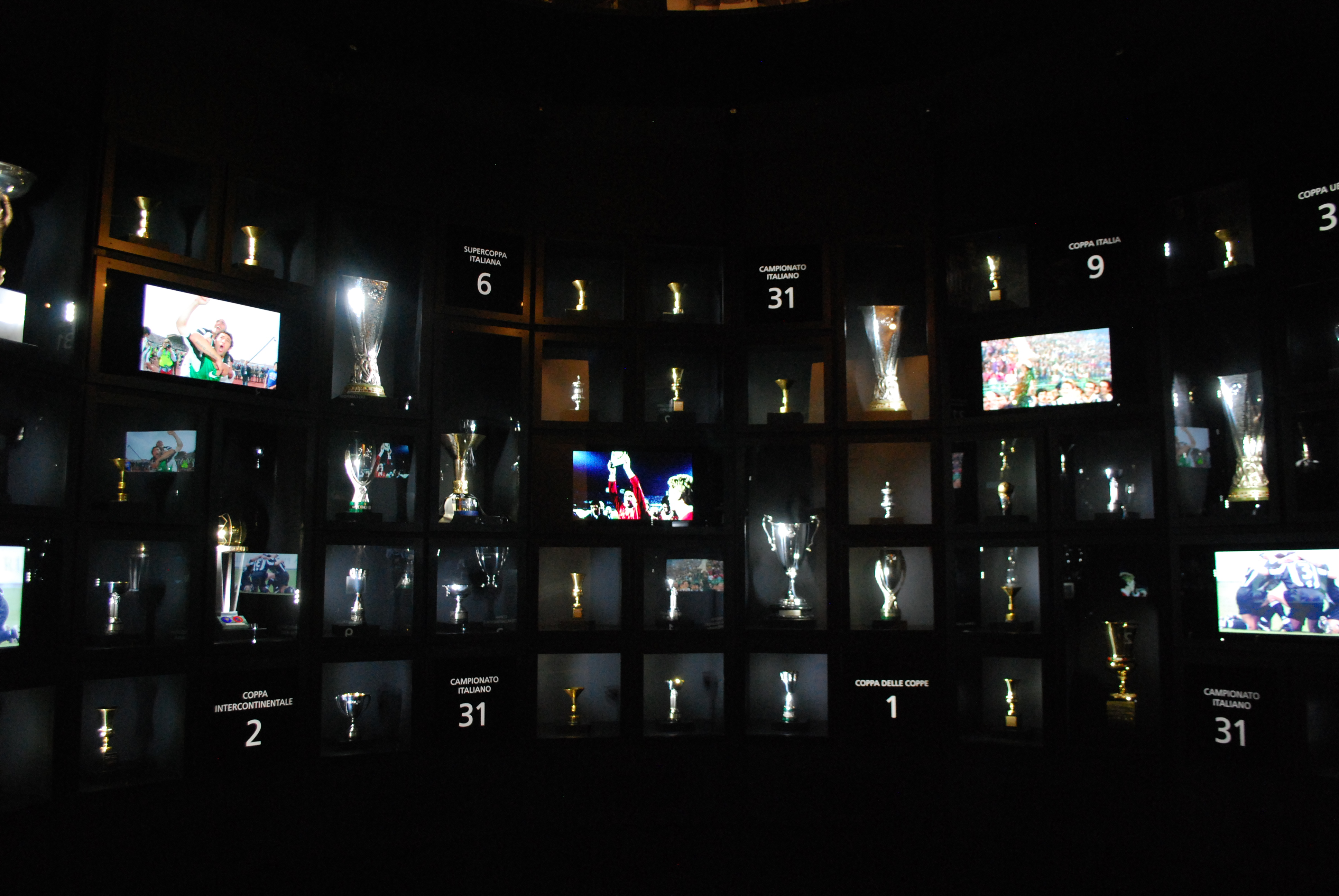
Một phần phòng truyền thống của Juventus với các danh hiệu giành được từ năm 1905 đến năm 2013.

Trong quá khứ, Juventus đã từng sử dụng sân Sân vận động Alpi làm sân nhà kể từ năm 2006, sân vận động này được xây dựng vào năm 1990 nhằm phục vụ cho World Cup diễn ra cùng năm. Đây là một sân vận động bóng đá và điền kinh tại Torino, Ý và là sân nhà của 2 câu lạc bộ nổi tiếng Juventus và Torino từ năm 1990 đến 2006. Được thiết kế bởi kiến trúc sư Studio Hutter, sân delle Alpi được sân vào năm 1990 như là sự thay thế cho Stadio Comunale, sân hiện nay có tên Sân vận động Olimpico Grande Torino. Sân ban đầu có sức chứa 69.041 người, tuy nhiên theo luật FIFA về việc tách riêng giữa cổ động viên đội nhà và khách, sức chứa sau đó của sân là 67.229 chỗ ngồi. Sân hiện tại đã được phá huỷ (với việc cả hai câu lạc bộ trên sẽ chơi ở sân Sân vận động Olympic Torino) và một sân mới sẽ được khánh thành vào năm 2011 trên nền sân cũ.
Ngày 18 tháng 3 năm 2008, theo các nghị quyết của Hội đồng quản trị câu lạc bộ Juventus đã được phê duyệt việc xây dựng sân vận động mới thay cho sân cũ Delle Alpi, tổng mức đầu tư cho việc xây dựng bao gồm cả việc mua lại của bề mặt trong 99 năm bởi các đô thị, ban đầu ước tính vào khoảng 105 triệu và sau đó 120 triệu, cuối cùng đã được ước tính khoảng 155 triệu euro. Vào tháng 11 năm 2008, Juve chính thức thông báo trên trang chủ rằng họ sẽ đầu tư khoảng 155 triệu euro để xây dựng lại sân vận động mới ngay trên nền của sân Della Alpi. Dự án đã được giao phó cho các nhà nghiên cứu xây dựng GAU và Shesa dưới sự điều phối của 2 kiến trúc sư Hernando Suarez và Gino Zavanella và 2 kỹ sư Francesco Ossola và Massimo Majowiecki. Công việc phá dỡ sân cũ Delle Alpi bắt đầu vào tháng 11 năm 2008, kết thúc vào cuối tháng 3 năm 2009.

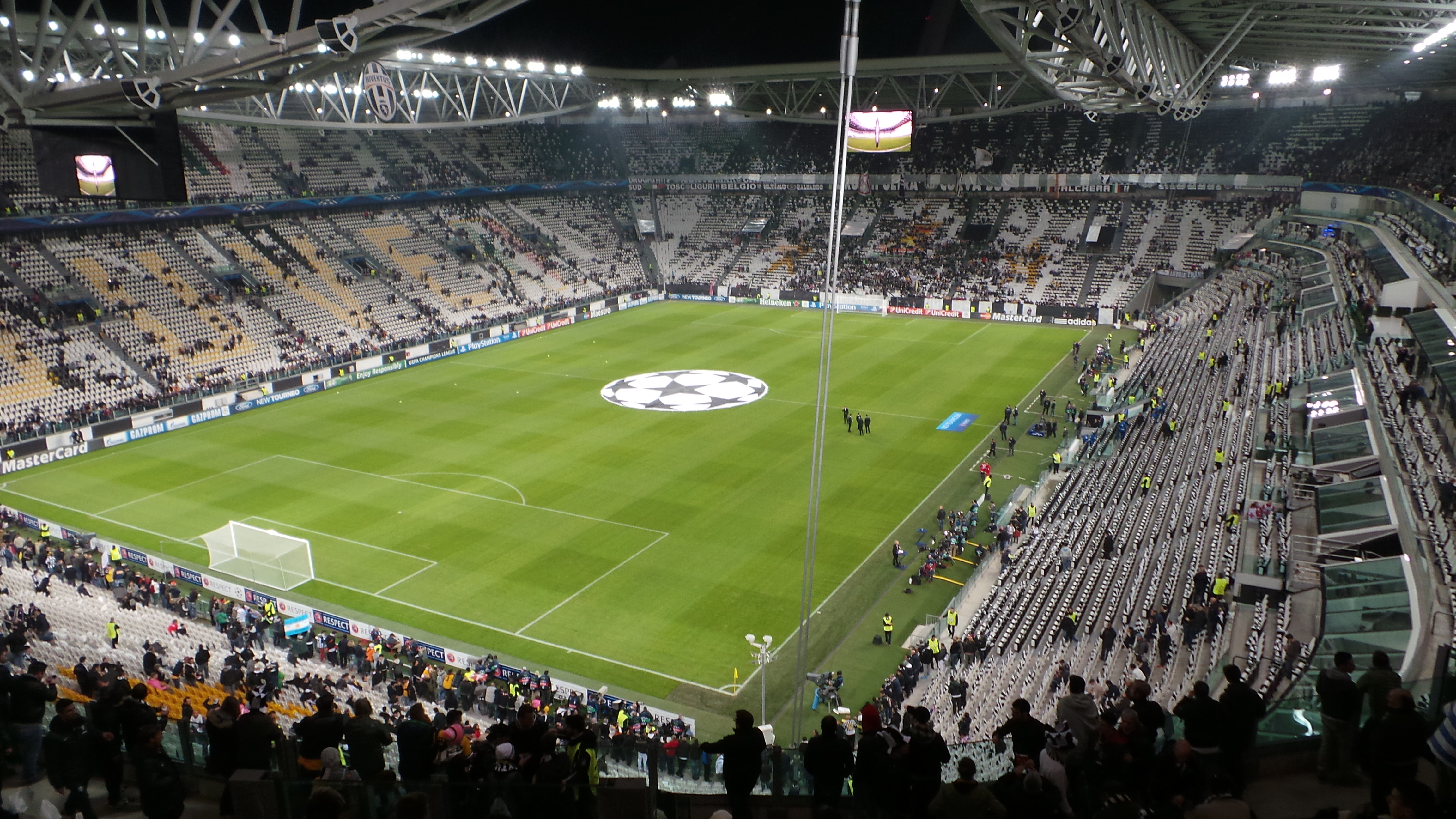
Sân vận động Juventus vào năm 2013

Việc xây dựng lại sân vận động mới bắt đầu vào đầu năm 2009 và dự kiến hoàn tất năm 2011 nhằm chuẩn bị phục vụ cho mùa giải 2011-12. Không giống như mặt sân cũ, Juventus Arena không có đường pitch, thay vào đó khoảng cách của mặt sân đến khán đài sẽ chỉ có 7,5 mét. Sức chứa của sân Juventus Arena là hơn 41.000 chỗ ngồi. Ở Anh và Đức, các khán đài trên sân bóng luôn gần với mặt sân, để tạo tính tương tác giữa cầu thủ với người hâm mộ. Nhưng ở Ý, Juventus Arena là sân vận động đầu tiên được thiết kế theo xu hướng này. Khoảng cách từ hàng ghế thấp nhất tới ranh giới mặt cỏ chỉ là 7,5m và hoàn toàn không có những hàng rào kính cao vời vợi ngăn cách như các sân khác ở Ý. Bên cạnh sân vận động là một khu vực kết hợp rộng lớn, bao gồm 4.000 chỗ đậu xe, 8 nhà hàng và 20 quầy bar. Phía bên trong cũng có ba phòng thay đồ, một bảo tàng dành để trưng bày những danh hiệu của Juventus. Sân Juventus Arena cũng có khán đài VIP được thiết kế bởi Pininfarina Extra có thể nhìn trực tiếp ra sân cỏ, và khoảng 34.000 m² khu vực thương mại. Các cấu trúc bên ngoài của sân vận động là gồm 7.000 tấm nhôm tổng hợp màu xám và trắng theo thiết kế của Fabrizio Giugiaro.
Sân vận động Juventus Arena đã được khánh thành vào ngày 08 tháng 9 năm 2011 nhân dịp lễ kỷ niệm 150 năm thống nhất nước Ý. Trận đấu khánh thành cho sân vận động của Juve là trận giao hữu với câu lạc bộ Notts County, đội bóng được lấy ý tưởng để thiết kế ra màu áo sọc trắng đen hiện tại của Juve. Trận đấu đầu tiên tại Serie A mùa giải 2011/12 trên sân nhà mới của Juventus là cuộc tiếp đón đối thủ Parma và kết quả là 4-1 nghiên về phía đội bóng thành Turin. Hiện nay sân nhà Juventus Arena của Juve đã được UEFA công nhận là sân vận động đạt tiêu chuẩn 5 sao của châu Âu.

## Cổ động viên

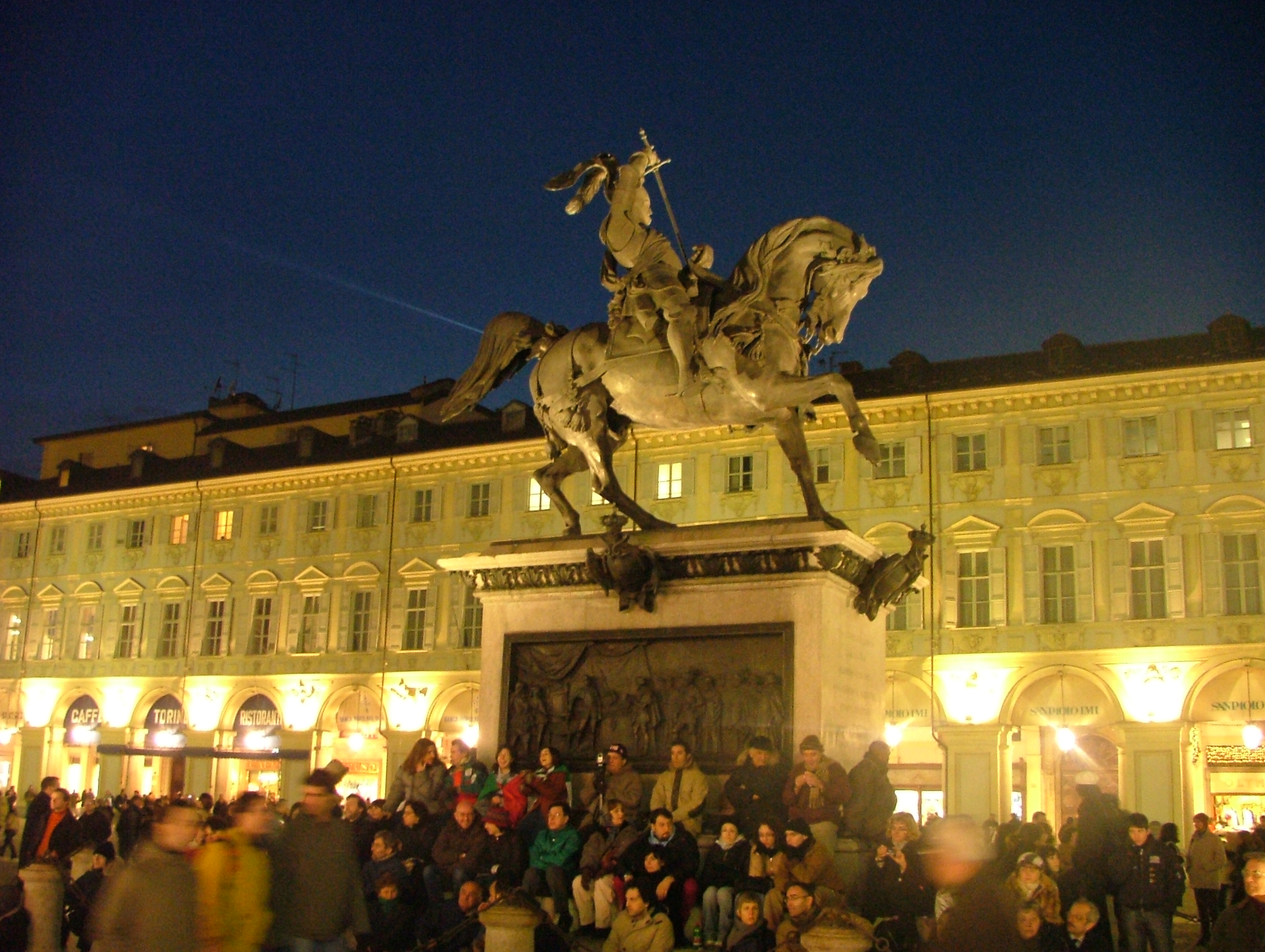
Cổ động viên của Juve tại quảng trường Il Caval d'Brons.

Juventus là câu lạc bộ bóng đá được hâm mộ nhất nước Ý, với hơn 12 triệu người hâm mộ, chiếm khoảng 34% tổng số người hâm mộ bóng đá tại Ý theo một nghiên cứu được công bố vào tháng 9 năm 2016 bởi Demos & Pi, cũng như là một trong những câu lạc bộ bóng đá được hâm mộ nhất trên thế giới, với hơn 300 triệu người hâm mộ (riêng 41 triệu người ở châu Âu), đặc biệt là tại các quốc gia Địa Trung Hải.
Nhu cầu về việc bán vé của Juventus trong trận đấu tổ chức trên sân nhà tại Turin là rất cao, điều đó cho thấy Juventus có sự ủng hộ rất lớn từ các nơi khác trên khắp nước Ý. Juve được phổ biến khắp vùng lục địa miền Nam nước Ý, Sicily và Malta, luôn có mặt trong top dẫn đầu nhóm những trận đấu đáng xem nhất tại Turin.

## Kình địch và những trận Derby

### Tại Serie A

#### Derby d'Italia

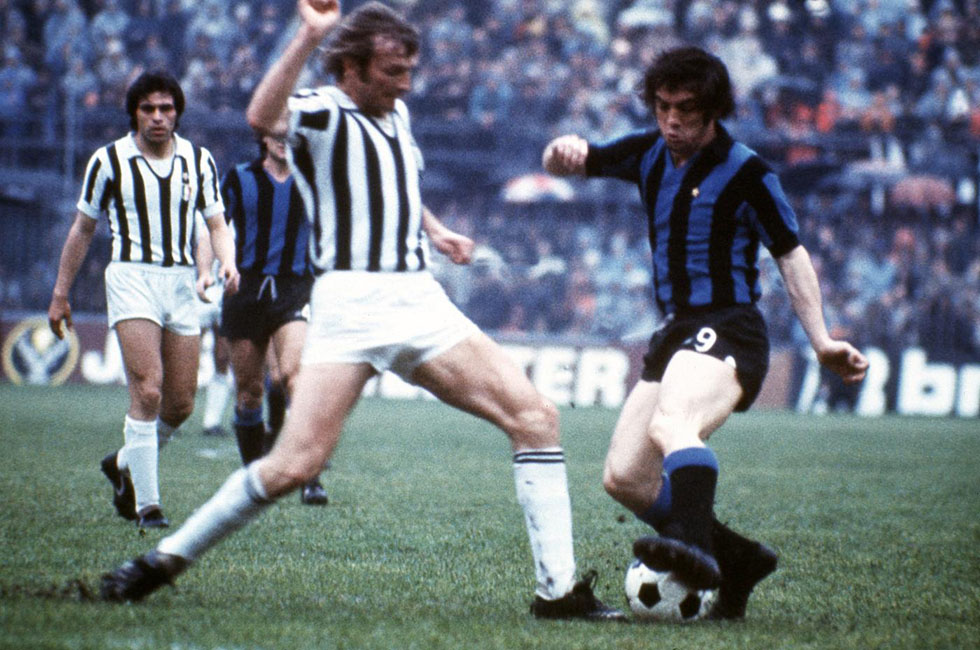
Derby d'Italia năm 1993 giữa Inter Milan và juventus.

Derby d'Italia là tên được đặt cho các trận bóng đá giữa câu lạc bộ Internazionale của thành phố Milano và Juventus của thành phố Turin. Thuật ngữ này được sử dụng vào năm 1967 bởi nhà báo thể thao người Ý Gianni Brera. Các trận đấu giữa Juventus và Inter là trận đấu căng thẳng và quyết liệt nhất ở Ý giữa hai đội đến từ các thành phố khác nhau, hai đội xếp hạng nhất nhì trong những trận thắng và bàn thắng tại Serie A.
Khi hai đội bóng đến từ hai thành phố lớn nhất ở vùng Tây Bắc nước Ý, trận Derby d'Italia cũng để đại diện cho một sự cạnh tranh trong khu vực. Sự cố từ trận đấu này đôi khi có liên quan đến các cuộc tranh luận chính trị giữa Turin và Milan là khu vực thủ đô và khu vực tương ứng của họ là Piemonte và Lombardy chủ yếu được cai trị bởi đảng đối lập.
Trong mùa giải 1997-98, một trận đấu trên Sân vận động Alpi, đã có tranh cãi về quyết định của trọng tài Piero Ceccarini khi ông không đưa ra một hình phạt cho Mark Iuliano khi anh này đã phạm lỗi thô bạo với 1 cầu thủ bên phía Inter là Ronaldo. Juventus khi ấy đang dẫn 1-0 sau đó lại được hưởng quả penalty nhưng Alessandro Del Piero đã đá hỏng, tuy nhiên Juventus vẫn giành chiến thắng 1-0 và đoạt Scudetto mùa giải đó. Vụ việc gây tranh cãi nảy lửa trong quốc hội Ý vào tháng 4 năm 1998. Khi ấy Juventus bị coi là "những tên trộm" khi đã được hưởng lợi từ những quyết định của trọng tài.
Trong thời gian diễn ra trận Derby d'Italia vào ngày 05 tháng 12 năm 2009 tại Turin, đã có những lo ngại về các cổ động viên quá khích của Juventus đe dọa tiền đạo của Inter là Mario Balotelli (người gốc Ghana) và hành động phân biệt chủng tộc từ những người hâm mộ không thích những cầu thủ châu Phi. Chủ tịch Juventus khi ấy là Jean-Claude Blanc và Mirella Scirea, vợ của huyền thoại Juventus Gaetano Scirea đã viết thư gửi cho các nhóm cổ động viên cực đoạn công khai kêu gọi người hâm mộ không được phân biệt chủng tộc. Khi các cầu thủ Inter đã đến Turin, xe bus của đội đã bị ném trứng bởi một số người hâm mộ Juventus. Trận đấu ấy đã chứng kiến một chiếc thẻ đỏ và một số va chạm nóng trên sân, đặc biệt giữa thủ môn Juve, Gianluigi Buffon và tiền vệ của Inter, Thiago Motta.

#### Derby della Mole

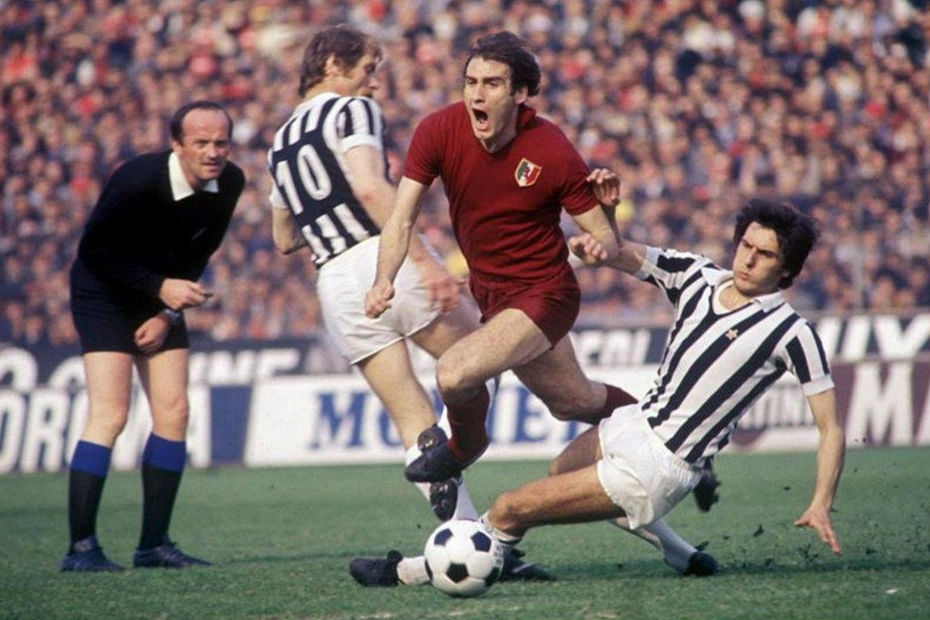
Derby della Mole năm 1977.

Những cuộc đối đầu giữa Juventus và Torino được gọi là Derby della Mole, là một trong những trận derby hấp dẫn nhất thế giới. Đó là cuộc chiến của hai người anh em từng cùng chung nguồn gốc nhưng lại khác nhau về mọi thứ tại thành phố Torino, Ý. Nếu như Juventus là biểu tượng "truyền giáo" của một đế chế công nghiệp hùng mạnh thuộc quyền sở hữu gia đình Agnelli thì Torino lại là biểu tượng của giới công nhân vùng Piemont. Đó là lý do tại sao ở Torino, Juve chỉ được xem là đội bóng nổi tiếng thứ 2.
Torino đã từng là một đội bóng lớn, rất lớn so với Juventus. Đó là giai đoạn mà Grande Torino huyền thoại đã đặt dấu ấn của họ trong mọi trang sử của bóng đá Italia. Giai đoạn huyền thoại này đã bị chấm dứt trong đau thương cùng tham họa Superga. Kể từ đó Torino không còn là một đối thủ của Juve. Nhưng mỗi trận đấu Derby della Mole luôn rất nóng bỏng và cuồng nhiệt.
Trong thời kì hậu Chiến tranh Thế giới II, sự cạnh tranh giữa 2 câu lạc bộ ngày càng rộng lớn, 2 câu lạc bộ đối đầu nhau trong các trận Derby della Mole để đại diện cho sự phân chia giai cấp trong khu vực Piedmont. Người hâm mộ của Torino thường đại diện cho giai cấp vô sản, trong khi các cổ động viên của Juventus đại diện cho giai cấp tư sản.
Vào những năm bảy mươi chứng kiến sự hồi sinh của Torino, khi Juventus vẫn không có một chiến thắng nào trong các trận derby gần sáu năm từ năm 1973 đến năm 1979 và Torino đã thiết lập một kỷ lục của 4 chiến thắng liên tiếp cùng một chức vô địch duy nhất trong mùa giải 1975-1976. Tuy nhiên sau đó cùng với kinh tế khó khăn của Torino đặc biệt là vào cuối những năm chín mươi, Juventus lại trở nên hùng mạnh, và dễ dàng mang lại thất bại nặng nề khi đè bẹp đối thủ Torino đến 5-0 vào năm 1995. Lịch sử gần đây đã chứng kiến sự thống trị rõ rệt của Juventus, vì vậy mà chiến thắng 2-1 của Torino vào năm 2015 là trận thắng derby đầu tiên của họ trong hai mươi năm.

#### AC Milan

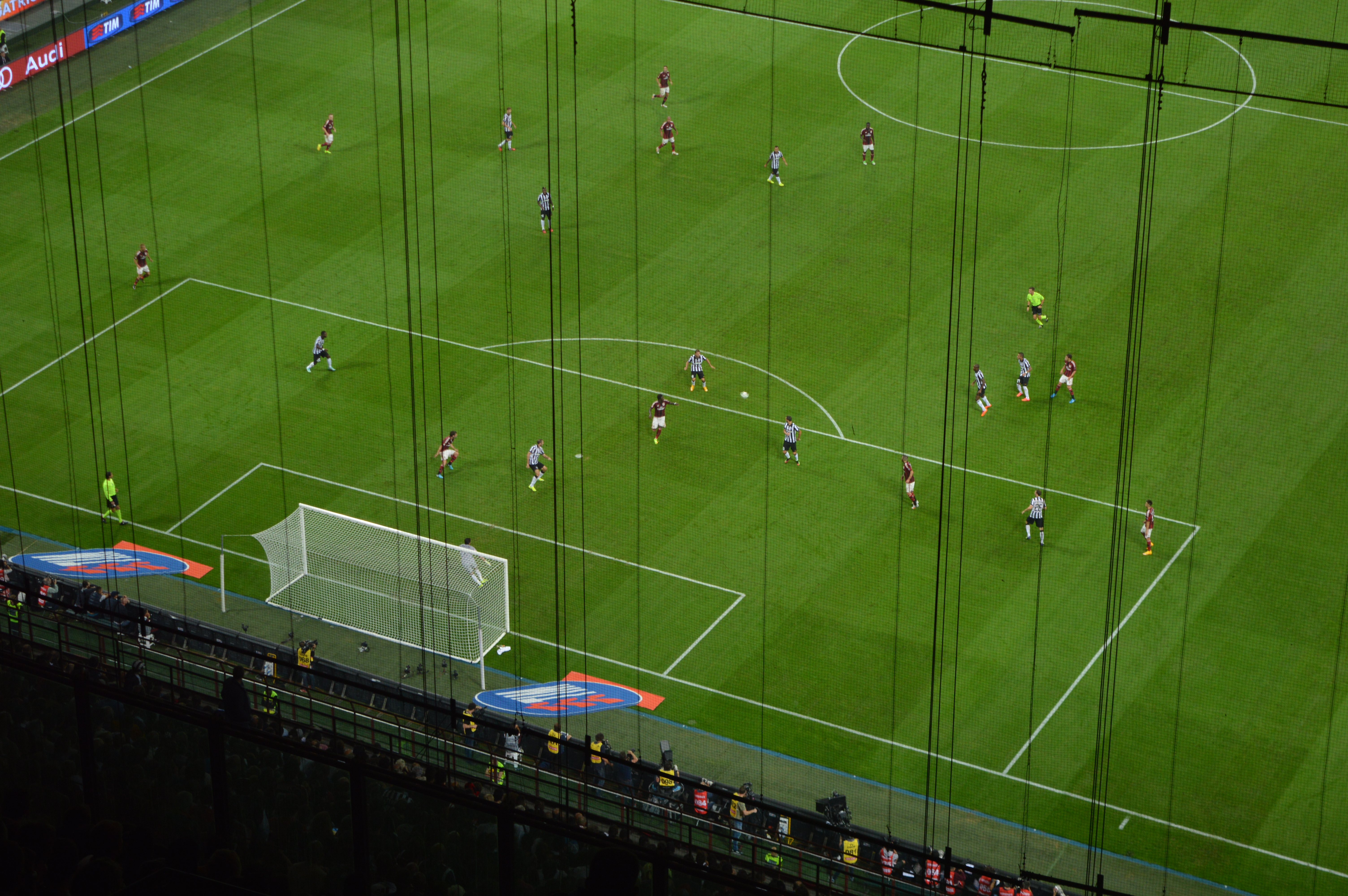
Juve gặp Milan năm 2014.

Ở Ý có câu nói "Milan sinh ra để thống trị châu Âu, Juve sinh ra để thống trị Serie A", cho nên trận đấu Juventus vs Milan cũng là trận đấu giữa 1 đội bóng giàu truyền thống ở Serie A và 1 đội bóng có bề dày lịch sử châu Âu nhất ở Ý. Đó cũng là cuộc đối đầu giữa 2 gia đình Agnelli và Berlusconi, đồng thời cũng chủ sở hữu của 2 đội trong thời gian dài.
Trong quá khứ, Juve đã đối đầu Milan 163 trận tính riêng ở Serie A, họ đã thắng 50 và hòa 53 trận. Lần gần nhất Juve để mất 3 điểm trước Milan là tại mùa giải 2020-21 trong trận lượt về tại sân vận động San Siro, trận đấu mà đoàn quân của Andrea Pirlo đã thảm bại với tỉ số 0-3. Ở cúp quốc gia Italia, lần gần nhất là trận chung kết Coppa Italia mùa 2017-18, Milan và Juve đã đối đầu nhau trên Sân vận động Olimpico, trận đấu kết thúc với chiến thắng bốn sao của Juve. Tại một đấu trường khác dành cho các câu lạc bộ của Ý là Siêu Cúp Quốc gia, lần gần nhất Milan gặp Juve là vào cuối năm 2016, trận tranh Siêu Cúp diễn ra trên đất Qatar, Giorgio Chiellini là người đánh đầu mở tỉ số cho Juve trước khi Bonaventura cân bằng tỉ số 1-1 cho Milan. Sau 120 phút hòa 1-1, Milan đã đánh bại Juve 4-3 trận chấm luân lưu nhờ công của thủ môn bên phía Milan là Gianluigi Donnarumma cản phá thành công lượt sút của Paulo Dybala bên phía Juve.
Còn ở Cup châu Âu, năm 2003 Milan và Juve đã gặp nhau ở trận chung kết, trải qua 120 phút với tỷ số hòa 0-0, 2 đội đã phải phân định thắng thua trên loạt sút luân lưu. Lần lượt 3 cầu thủ David Trezeguet, Paolo Montero và Marcelo Zalayeta bên phía Juve sút hỏng, tiền đạo Andriy Shevchenko đã tận dụng thành công lượt sút của mình đánh bại thủ môn Gianluigi Buffon phía đối diện để giúp AC Milan giành chiến thắng, qua đó đoạt được danh hiệu vô địch châu Âu lần thứ 6. Đó cũng là lần duy nhất mà Juve gặp Milan tại một trận chung kết Cúp châu Âu tính đến thời điểm này.

#### Fiorentina
Theo lẽ thường, hầu hết các câu lạc bộ kình địch trong bóng đá đều có sự gần gũi về mặt địa lý, như cùng chung một vùng hay thành phố. Tụy vậy, ở Ý cũng có một sự kình địch kèm theo những thái độ thù địch giữa Fiorentina và Juventus khi hai đội bóng này cách nhau tới 416 km. Thời điểm bắt đầu vào năm 1982, thời điểm cả La Viola và Bianconeri cùng cạnh tranh ngôi vô địch.
Trong mùa giải đó, hai đội đã bám đuổi nhau quyết liệt và cho đến trước vòng đấu cuối, họ cùng có 44 điểm. Chiều ngày 16/5, Fiorentina hành quân đến Cagliari. Thật không may, đây lại là nơi giấc mơ của họ bị bóp nghẹt một cách thô bạo. La Viola lẽ ra đã giành chiến thắng nếu bàn thắng hợp lệ của Francesco Graziani không bị trọng tài từ chối. Nhiều CĐV Fio đã trông đợi 1 trận play-off tranh chức vô địch, theo thể lệ của Serie A khi có 2 đội bằng điểm, nhưng viễn cảnh đó không xảy ra. Bởi cùng lúc ấy trên sân của Catanzaro, Juve thắng 1-0 nhờ quả phạt đền ở phút 75 của Liam Brady, điều trớ trêu là ngôi sao người Ireland đã biết trước đó là trận cuối cùng của anh ở Juve, trước khi phải nhường chỗ cho Michel Platini. Bianconeri giành chức vô địch và gắn ngôi sao thứ hai lên ngực áo (tượng trưng cho 20 Scudetto) trong sự nguyền rủa và khinh miệt của những người Florence. Bầu không khí quyết liệt luôn xuất hiện mỗi khi hai đội gặp nhau kể từ đó.
8 năm sau, Juve một lần nữa đưa mối thù lên cấp độ mới. Họ đã lấy đi Roberto Baggio, người hùng của Fio với mức phí chuyển nhượng kỷ lục khi ấy là 8 triệu euro chỉ 2 ngày sau thất bại của Fiorentina trước chính Juventus ở trận chung kết UEFA Cup. Mùa giải đầu tiên khi Roberto Baggio trong màu áo Juventus khi gặp lại câu lạc bộ cũ Fiorentina, Juve khi ấy được hưởng một quả phạt đền nhưng Baggio đã từ chối lên nhận đá phạt, khi anh rời sân, một chiếc khăn quàng màu tím của CĐV Fio đã ném xuống, anh nhẹ nhàng nhặt lấy và quàng lên cổ mình, đó được xem là một trong những khoảnh khắc đẹp nhất ở Serie A, đằng sau những sự quyết liệt và thù hằn.

### Tại châu Âu

#### Real Madrid

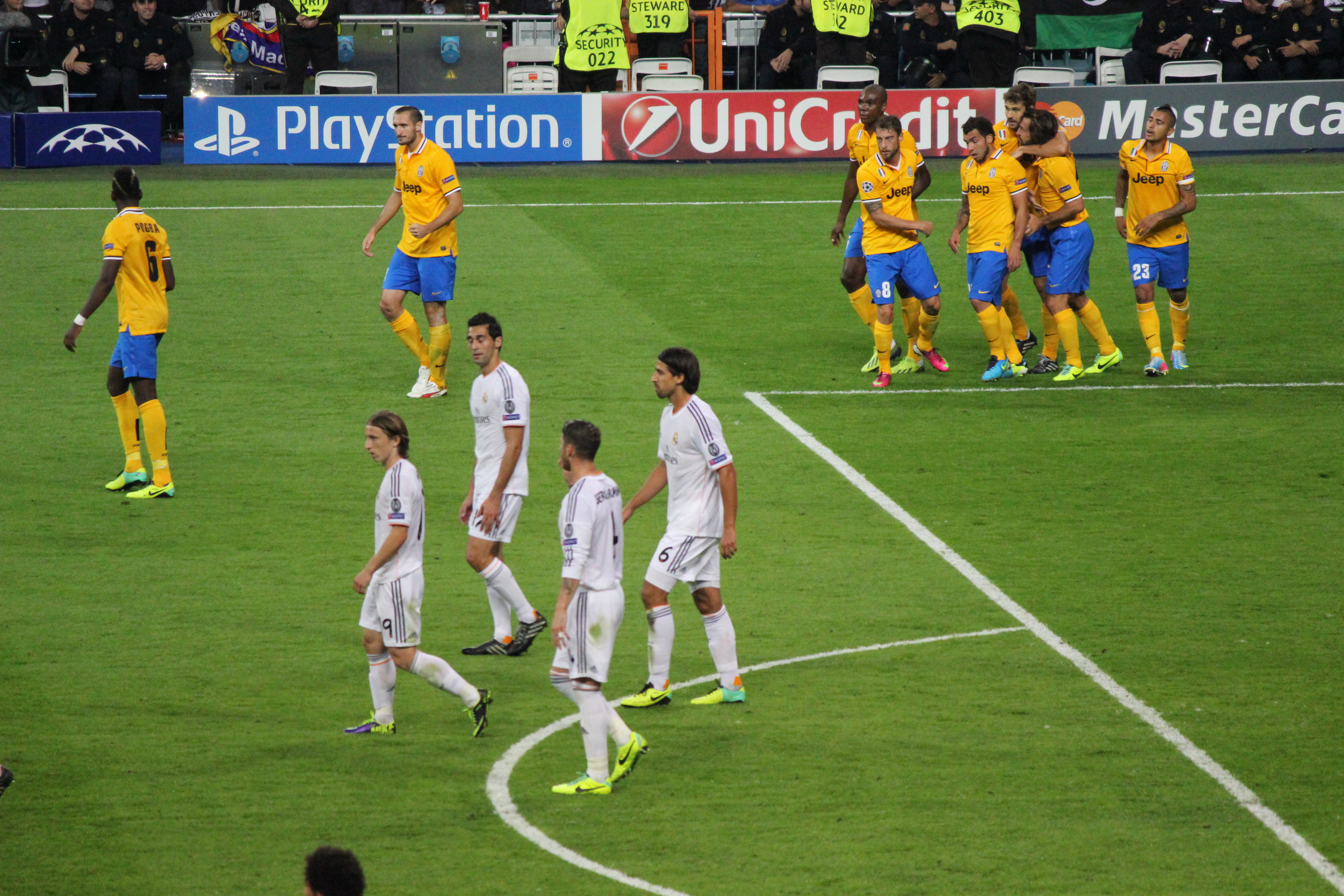
Juve gặp Real năm 2013.

Tại Cúp châu Âu, đối thủ truyền thống của Juventus là câu lạc bộ đến từ Tây Ban Nha, Real Madrid. Đây được xem là một trong những trận đấu đáng xem nhất ở châu Âu giữa một đội bóng giàu truyền thống nhất Italia và một đội giàu truyền thống của Tây Ban Nha. Hai đội đã gặp nhau tổng cộng 18 lần và thành tích cân bằng cho cả hai với 8 chiến thắng cho mỗi đội và 2 trận hòa. Lần đầu tiên hai đội gặp nhau là tại vòng tứ kết Champions League mùa giải 1961/1962. Khi ấy tại trận lượt đi, Real Madrid đã đánh bại Juventus với tỉ số 1-0, còn trận lượt về kết quả ngược lại, 1-0 cho Juventus. Lúc ấy chưa có khái niệm hiệp phụ, hai đội buộc phải đá lại 1 trận để phân định thắng thua, kết quả đội bóng đến từ Madrid giành chiến thắng với tỉ số 3-1 để vào vòng bán kết.
Cả hai đội còn gặp nhau nhiều lần sau đó. Tại mùa giải 2013/14, Juventus và Real Madrid nằm chung vòng bảng tại UEFA Champions League, tại trận lượt đi các cầu thủ Juve đã để thua trên sân của Real với tỉ số 1-2, và lượt về hai đội hòa 2-2. Chính thành tích đối đầu không tốt trước Real khiến Juventus mùa giải năm ấy bị loại khỏi Cúp châu Âu ngay từ vòng bảng. Một năm sau đó, hai đội cũng chạm trán nhau tại bán kết UEFA Champions League mùa giải 2014/15. Ở trận lượt đi, cựu cầu thủ của Real đang thi đấu cho Juventus là tiền đạo Álvaro Morata ghi bàn mở tỉ số, Real có 1 bàn gỡ hòa nhờ công của Cristiano Ronaldo trước khi Carlos Tévez ấn định chiến thắng 2-1 cho Juve, tạo ra lợi thế nhỏ trước trận lượt về. Trận lượt về trên Sân vận động Santiago Bernabéu ở hiệp 1 Real Madrid đã có bàn thằng nhờ pha đá phạt đền thành công của Ronaldo, tuy nhiên hiệp 2 Juventus có bàn thắng cân bằng tỉ số 1-1 của Morata, đó là pha làm bàn cuối cùng của trận đấu. Kết quả hòa 1-1 và chiến thắng với tổng tỉ số 3-2, Juventus biến Real Madrid trở thành cựu vương và tiến vào trận chung kết.
Mặc dù là kình địch tại các giải Cúp châu Âu, tuy nhiên giữa Juventus và Real Madrid luôn có mối quan hệ tốt trong các vụ chuyển nhượng mà điển hình là trường hợp của tiền đạo Álvaro Morata, tiền vệ Zinédine Zidane hay trung vệ Fabio Cannavaro, gần đây nhất là tiền đạo nổi tiếng Cristiano Ronaldo.

## Cầu thủ

### Đội hình hiện tại
Tính đến ngày 3 tháng 9 năm 2024
Ghi chú: Quốc kỳ chỉ đội tuyển quốc gia được xác định rõ trong điều lệ tư cách FIFA. Các cầu thủ có thể giữ hơn một quốc tịch ngoài FIFA.
| Số | VT | Quốc gia   | Cầu thủ                             |
| -- | -- | ---------- | ----------------------------------- |
| 1  | TM | Ý          | Mattia Perin                        |
| 3  | HV | Brasil     | Bremer                              |
| 4  | HV | Ý          | Federico Gatti                      |
| 5  | TV | Ý          | Manuel Locatelli                    |
| 6  | HV | Brasil     | Danilo (đội trưởng)                 |
| 7  | TĐ | Bồ Đào Nha | Francisco Conceição (mượn từ Porto) |
| 8  | TV | Hà Lan     | Teun Koopmeiners                    |
| 9  | TĐ | Serbia     | Dušan Vlahović                      |
| 10 | TĐ | Thổ Nhĩ Kỳ | Kenan Yıldız                        |
| 11 | TĐ | Argentina  | Nico González (mượn từ Fiorentina)  |
| 14 | TĐ | Ba Lan     | Arkadiusz Milik                     |
| 15 | HV | Pháp       | Pierre Kalulu (mượn từ AC Milan)    |
| 16 | TV | Hoa Kỳ     | Weston McKennie                     |
| 17 | TV | Montenegro | Vasilije Adžić                      |

| Số | VT | Quốc gia  | Cầu thủ                             |
| -- | -- | --------- | ----------------------------------- |
| 18 | TV | Brasil    | Arthur Melo                         |
| 19 | TV | Pháp      | Khéphren Thuram                     |
| 20 | TĐ | Serbia    | Filip Kostić                        |
| 21 | TV | Ý         | Nicolò Fagioli                      |
| 22 | TĐ | Hoa Kỳ    | Timothy Weah                        |
| 23 | TM | Ý         | Carlo Pinsoglio                     |
| 26 | TV | Brasil    | Douglas Luiz                        |
| 27 | HV | Ý         | Andrea Cambiaso                     |
| 29 | TM | Ý         | Michele Di Gregorio (mượn từ Monza) |
| 32 | HV | Colombia  | Juan Cabal                          |
| 37 | HV | Ý         | Nicolò Savona                       |
| 40 | HV | Thụy Điển | Jonas Rouhi                         |
| 51 | TĐ | Bỉ        | Samuel Mbangula                     |

### Juventus Next Gen và Học viện
Tính đến ngày 4/9/2024
Ghi chú: Quốc kỳ chỉ đội tuyển quốc gia được xác định rõ trong điều lệ tư cách FIFA. Các cầu thủ có thể giữ hơn một quốc tịch ngoài FIFA.
| Số | VT | Quốc gia | Cầu thủ          |
| -- | -- | -------- | ---------------- |
| 36 | TĐ | Ý        | Lorenzo Anghelè  |
| 38 | TM | Ý        | Giovanni Daffara |

### Cầu thủ bị treo giò
Tính đến ngày 3/9/2024
Ghi chú: Quốc kỳ chỉ đội tuyển quốc gia được xác định rõ trong điều lệ tư cách FIFA. Các cầu thủ có thể giữ hơn một quốc tịch ngoài FIFA.
| Số | VT | Quốc gia | Cầu thủ    |
| -- | -- | -------- | ---------- |
| —  | TV | Pháp     | Paul Pogba |

### Cho mượn
Tính đến ngày 2/9/2024
Ghi chú: Quốc kỳ chỉ đội tuyển quốc gia được xác định rõ trong điều lệ tư cách FIFA. Các cầu thủ có thể giữ hơn một quốc tịch ngoài FIFA.
| Số | VT | Quốc gia             | Cầu thủ                                          |
| -- | -- | -------------------- | ------------------------------------------------ |
| —  | TM | Ý                    | Giovanni Garofani (tại Monopoli đến 30/6/2025)   |
| —  | TM | Ý                    | Stefano Gori (tại Spezia đến 30/6/2025)          |
| —  | TM | Ý                    | Matteo Fuscaldo (tại Empoli đến 30/6/2025)       |
| —  | HV | Ý                    | Mattia De Sciglio (tại Empoli đến 30/6/2025)     |
| —  | HV | Bồ Đào Nha           | Tiago Djaló (tại Porto đến 30/6/2025)            |
| —  | HV | Uruguay              | Facundo González (tại Feyenoord đến 30/6/2025)   |
| —  | HV | Bosna và Hercegovina | Tarik Muharemović (tại Sassuolo đến 30/6/2025)   |
| —  | HV | Pháp                 | Jean-Claude Ntenda (tại SPAL đến 30/6/2025)      |
| —  | HV | Ý                    | Luca Pellegrini (tại Lazio đến 30/6/2025)        |
| —  | HV | Ý                    | Daniele Rugani (tại Ajax đến 30/6/2025)          |
| —  | HV | Ý                    | Riccardo Turicchia (tại Catanzaro đến 30/6/2025) |

| Số | VT | Quốc gia  | Cầu thủ                                             |
| -- | -- | --------- | --------------------------------------------------- |
| —  | TV | Ý         | Fabio Miretti (tại Genoa đến 30/6/2025)             |
| —  | TV | Ý         | Hans Nicolussi Caviglia (tại Venezia đến 30/6/2025) |
| —  | TV | Bỉ        | Joseph Nonge (tại Troyes đến 30/6/2025)             |
| —  | TV | Ý         | Nicolò Rovella (tại Lazio đến 30/6/2025)            |
| —  | TV | Ý         | Alessandro Sersanti (tại Reggiana đến 30/6/2025)    |
| —  | TĐ | Ý         | Nikola Sekulov (tại Sampdoria đến 30/6/2025)        |
| —  | TĐ | Ý         | Leonardo Cerri (tại Carrarese đến 30/6/2025)        |
| —  | TĐ | Ý         | Mattia Compagnon (tại Catanzaro đến 30/6/2025)      |
| —  | TĐ | Ukraina   | Andriy Firman (tại Sion đến 30/6/2025)              |
| —  | TĐ | Ý         | Emanuele Pecorino (tại Frosinone đến 30/6/2025)     |
| —  | TĐ | Argentina | Juan Ignacio Quattrocchi (tại Cavese đến 30/6/2025) |

## Thành tích

### Quốc nội
Giải bóng đá vô địch quốc gia Ý: 36 – kỷ lục
- 1905, 1925–26, 1930–31, 1931–32, 1932–33, 1933–34, 1934–35, 1949–50, 1951–52, 1957–58
- 1959–60, 1960–61, 1966–67, 1971–72, 1972–73, 1974–75, 1976–77, 1977–78, 1980–81, 1981–82
- 1983–84, 1985–86, 1994–95, 1996–97, 1997–98, 2001–02, 2002–03, 2011–12, 2012–13, 2013–14
- 2014–15, 2015–16, 2016–17, 2017–18, 2018–19, 2019–20

 Giải hạng nhì quốc gia Ý: 1
- 2006–07

 Cúp quốc gia Ý: 15 – kỷ lục
- 1937–38, 1941–42, 1958–59, 1959–60, 1964–65, 1978–79, 1982–83, 1989–90, 1994–95, 2014–15
- 2015–16, 2016–17, 2017–18, 2020–21, 2023-2024

 Siêu cúp quốc gia Ý: 9 – kỷ lục
- 1995, 1997, 2002, 2003, 2012, 2013, 2015, 2018, 2020

### Quốc tế
UEFA Champions League / Cúp C1: 2
- 1984–85, 1995–96

 UEFA Cup Winners' Cup / Cúp C2: 1
- 1983–84

Tập tin:UEFA Cup (adjusted).png UEFA Cup /UEFA Europa League /Cúp C3: 3
- 1976–77, 1989–90, 1992–93

 UEFA Super Cup / Siêu cúp châu Âu: 2
- 1984, 1996

 Cúp Intertoto: 1
- 1999

Intercontinental Cup: 2
- 1985, 1996

Berlusconi trophy: 7 
- 2000, 2001, 2003, 2004, 2010, 2012, 2021

## Chuyển nhượng

### Phong cách chuyển nhượng

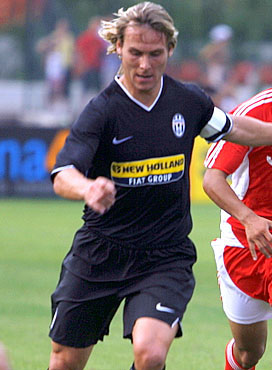
Pavel Nedvěd.

Với phong cách vận hành theo đường lối tư bản, Juventus luôn quán triệt phương châm đặt hiệu quả kinh doanh lên hàng đầu. Điều đó có nghĩa là những mục tiêu họ hướng tới phần lớn là các cầu thủ được các chuyên gia chuyển nhượng của Juve đánh giá là có tài nhưng với điều kiện là cầu thủ đó chưa thu hút quá nhiều sự chú ý từ các CLB khác để giá chuyển nhượng của cầu thủ đó không bị "đội" giá lên quá cao. Một nguyên tắc "bất thành văn" khác của Juve là họ thường mua những cầu thủ mang quốc tịch Ý, hay những cầu thủ ở giải Serie A nói riêng cũng như các giải khác ngoài nước Ý nói chung đang ở vào độ chín trong sự nghiệp nhưng vẫn có thể cống hiến cho CLB một khoảng thời gian đủ dài ở phong độ cao. Juve chỉ mua những cầu thủ đã thành danh trong trường hợp họ cầm chắc là cầu thủ đó sẽ hoà nhập tức thì và chơi hiệu quả ngay khi về với CLB hoặc trong trường hợp Juve vừa trải qua nhiều mùa giải trắng tay và cần phải trở lại con đường chiến thắng tức thì như các thương vụ trong quá khứ với Gianluigi Buffon, Pavel Nedvěd, Lilian Thuram là minh chứng tiêu biểu.
Về chuyên môn, Juve ưa thích hai típ cầu thủ: nếu chỉ chơi chuyên biệt một vị trí thì anh ta phải xuất sắc ở vị trí đó như David Trezeguet chỉ chuyên săn bàn chẳng hạn, còn không thì anh ta phải đa năng như Gianluca Zambrotta hay Mauro Camoranesi. Như vậy, với Juve, việc chờ đợi họ bỏ ra một khoản tiền lớn để mua một ngôi sao cỡ bự là điều khó xảy ra. Thời nào cũng vậy. Điều này cũng một phần bắt nguồn từ triết lý bóng đá của Juve: luôn lấy lối chơi đồng đội làm nền tảng cho chiến thắng và thành công chứ không bao giờ tôn sùng chủ nghĩa cá nhân.
Tuy nhiên trong những năm gần đây, với sự hậu thuẫn tài chính từ gia đình Agnelli, cộng thêm việc liên tiếp giành Scudetto, Juventus càng có tham vọng tiến xa tại châu Âu. Câu lạc bộ đã có sự mạnh tay trên thị trường chuyển nhượng nhằm đem về cầu thủ tốt nhất để phục vụ cho lối chơi cũng như tham vọng vô địch châu Âu. Mùa hè năm 2015, Juventus đã chi ra đến hơn 125 triệu euro để mua sắm bổ sung lực lượng. Những tân binh được kể đến như Paulo Dybala từ Palermo với giá 32 triệu euro, tiền đạo Mario Mandžukić của Atlético Madrid với mức phí 19 triệu euro để thay thế Carlos Tévez đã ra đi, và hậu vệ trái Alex Sandro từ Bồ Đào Nha sau khi bỏ ra 26 triệu euro. Một năm sau đó, câu lạc bộ cũng đã ký hợp đồng với tiền vệ Miralem Pjanić, người được xem là linh hồn của AS Roma sau khi đã bỏ ra 32 triệu euro để thuyết phục đội bóng thủ đô bán người. Ngoài ra Juventus còn có trong tay một bản hợp đồng đắt giá nhất trong lịch sử câu lạc bộ cũng như tại Serie A, tiền đạo Gonzalo Higuaín với mức phí chuyển nhượng 90 triệu euro từ Napoli. Tổng chi phí cho kì chuyển nhượng mùa hè của Juventus có thể lên đến hơn 160 triệu euro. Như vậy sau 2 mùa giải liên tiếp 2015-16 và 2016-17, Juventus đã đầu tư gần 300 triệu euro cho việc mua bán cầu thủ, có thể thấy triết lý chuyển nhượng đã được Bà đầm già thay đổi nhằm cụ thể hóa việc chinh phục Cúp châu Âu.

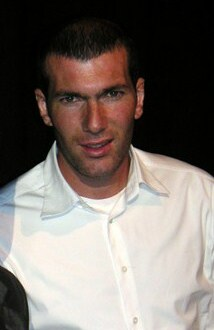
Zinédine Zidane.

Còn về việc bán cầu thủ, ngoại trừ những trường hợp đặc biệt thì Juve đều xem các cầu thủ như những món hàng thực sự. Nghĩa là có thể bán đi bất kỳ lúc nào miễn là được giá. Với những tifosi quen nhìn nhận vấn đề dưới góc độ tình cảm thì chính sách này của Juve làm cho họ cảm thấy tàn nhẫn và thiếu tình người. Juve là hiện thân của chủ nghĩa tư bản trong bóng đá nên lợi nhuận là vấn đề sống còn đối với hoạt động của đội bóng này. Trong bóng đá hiện đại thì một đội bóng không thể phát triển tốt về mặt thành tích thể thao nếu không có một nền tảng tài chính vững vàng vì hai vấn đề đó có mối quan hệ hữu cơ với nhau. Nó ràng buộc nhau và ảnh hưởng tới sự tồn vong cũng như phát triển của một CLB.
Chính sách mà Juve đã, đang và sẽ đi, là một sự lựa chọn đúng đắn, thông minh. Với triết lý "bóng đá song hành cùng kinh doanh", Juve thường bán cầu thủ khi họ đang còn ở phong độ cao để thu lợi nhuận. Những trường hợp ra đi của Christian Vieri, Roberto Baggio, Zinédine Zidane, Filippo Inzaghi hay mới đây thương vụ kỷ lục Paul Pogba là kết quả của một vài ví dụ tiêu biểu minh chứng cho chính sách này. Thực ra, vấn đề không hoàn toàn giống như các tifosi thường hình dung.
Trước khi bán một cầu thủ, các chuyên gia chuyển nhượng của Juve đã tính rằng cầu thủ đó đã bước bước vào giai đoạn cuối của chu kỳ đỉnh cao trong sự nghiệp của anh ta rồi nên bán anh ta bây giờ là thích hợp nhất. Nếu không bán ngay mà để một thời gian sau nữa mới bán, chắc chắn giá thị trường của cầu thủ đó sẽ giảm xuống nhiều hơn nữa. Juve luôn biết được rằng dù sao thì họ cũng đã khai thác được một phần đáng kể tiềm năng của cầu thủ mà họ định bán qua khoảng thời gian anh ta cống hiến cho Juve nên bán anh ta đi để thu về một khoản tiền và lại dùng khoản tiền đó để tái đầu tư vào một cầu thủ mới trẻ hơn, có thời gian cống hiến lâu dài hơn. Đó cũng là chiến lược chuyển nhượng thông minh và hợp lý.

### Những kỷ lục

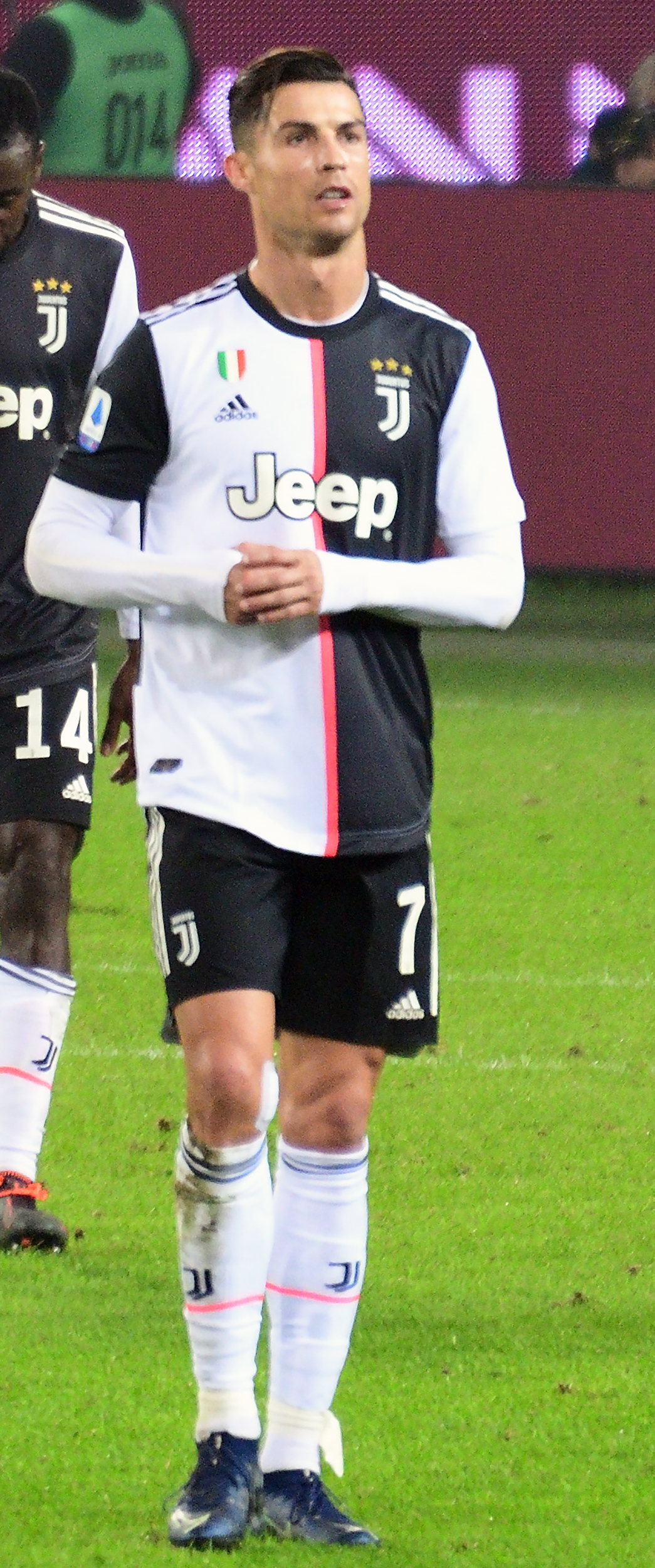
Cristiano Ronaldo.

10 cầu thủ có giá chuyển nhượng về cao nhất

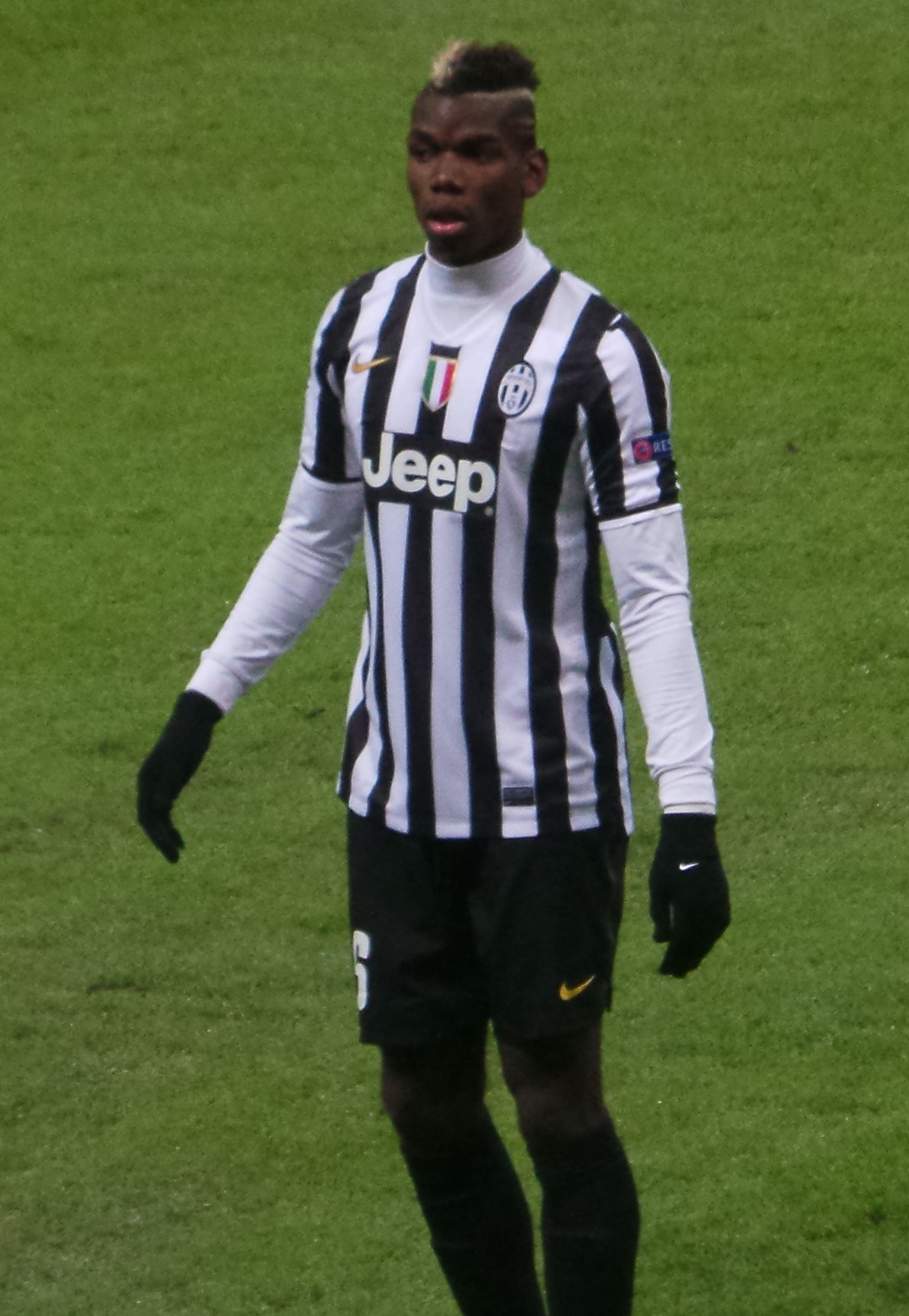
Paul Pogba.

| #  | Tên               | Mức phí      | Từ            |
| -- | ----------------- | ------------ | ------------- |
| 1  | Cristiano Ronaldo | €105.000.000 | Real Madrid   |
| 2  | Gonzalo Higuaín   | €90.000.000  | Napoli        |
| 3  | Gianluigi Buffon  | €52.000.000  | Parma         |
| 4  | Pavel Nedvěd      | €41.000.000  | Lazio         |
| 5  | Lilian Thuram     | €41.000.000  | Parma         |
| 6  | Miralem Pjanić    | €32.000.000  | AS Roma       |
| 7  | Paulo Dybala      | €32.000.000  | Palermo       |
| 8  | Emerson Ferreira  | €28.000.000  | AS Roma       |
| 9  | Diego Ribas       | €27.000.000  | Werder Bremen |
| 10 | Alex Sandro       | €26.000.000  | Porto         |

10 cầu thủ có giá chuyển nhượng đi cao nhất
| #  | Tên                | Mức phí      | Đến               |
| -- | ------------------ | ------------ | ----------------- |
| 1  | Paul Pogba         | €105.000.000 | Manchester United |
| 2  | Zinédine Zidane    | €72.000.000  | Real Madrid       |
| 3  | Arturo Vidal       | €37.000.000  | Bayern Munich     |
| 4  | Álvaro Morata      | €30.000.000  | Real Madrid       |
| 5  | Filippo Inzaghi    | €28.000.000  | AC Milan          |
| 6  | Zlatan Ibrahimović | €26.000.000  | Inter Milan       |
| 7  | Emerson Ferreira   | €16.000.000  | Real Madrid       |
| 8  | Diego Ribas        | €15.500.000  | Wolfsburg         |
| 9  | Christian Vieri    | €15.000.000  | Atlético Madrid   |
| 10 | Gianluca Zambrotta | €14.000.000  | Barcelona         |

## Thống kê
Danh sách 10 cầu thủ ra sân nhiều nhất
| #  | Tên                  | Giai đoạn | Số trận |
| -- | -------------------- | --------- | ------- |
| 1  | Alessandro Del Piero | 1993-2012 | 705     |
| 2  | Gianluigi Buffon     | 2001-2021 | 685     |
| 3  | Gaetano Scirea       | 1974-1988 | 552     |
| 4  | Giuseppe Furino      | 1969-1984 | 528     |
| 5  | Giorgio Chiellini    | 2004-2022 | 551     |
| 6  | Roberto Bettega      | 1970-1983 | 482     |
| 7  | Dino Zoff            | 1972-1983 | 476     |
| 8  | Leonardo Bonucci     | 2010-nay  | 461     |
| 9  | Giampiero Boniperti  | 1946-1961 | 459     |
| 10 | Sandro Salvadore     | 1962-1974 | 450     |

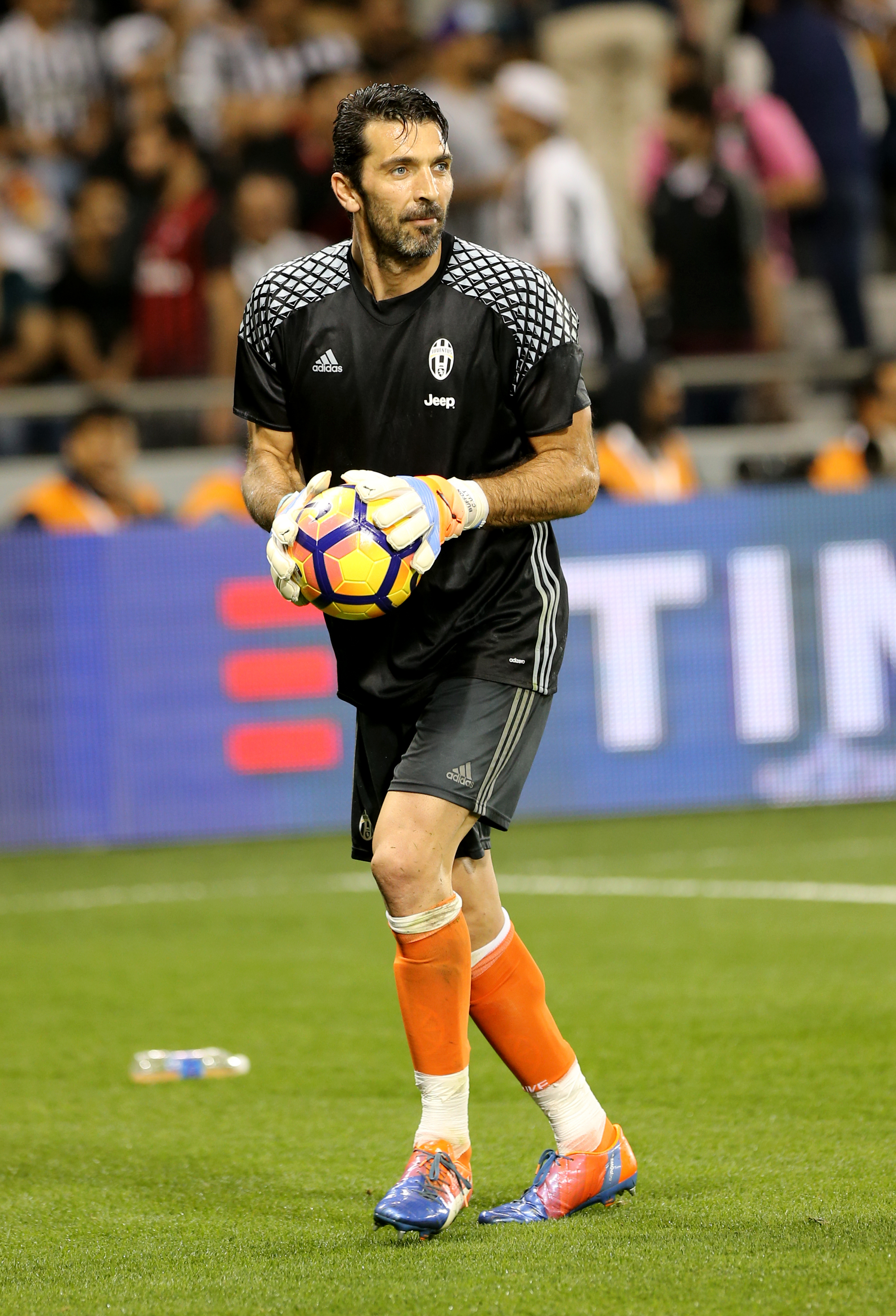
Gianluigi Buffon.

Danh sách 10 cầu thủ ghi bàn nhiều nhất

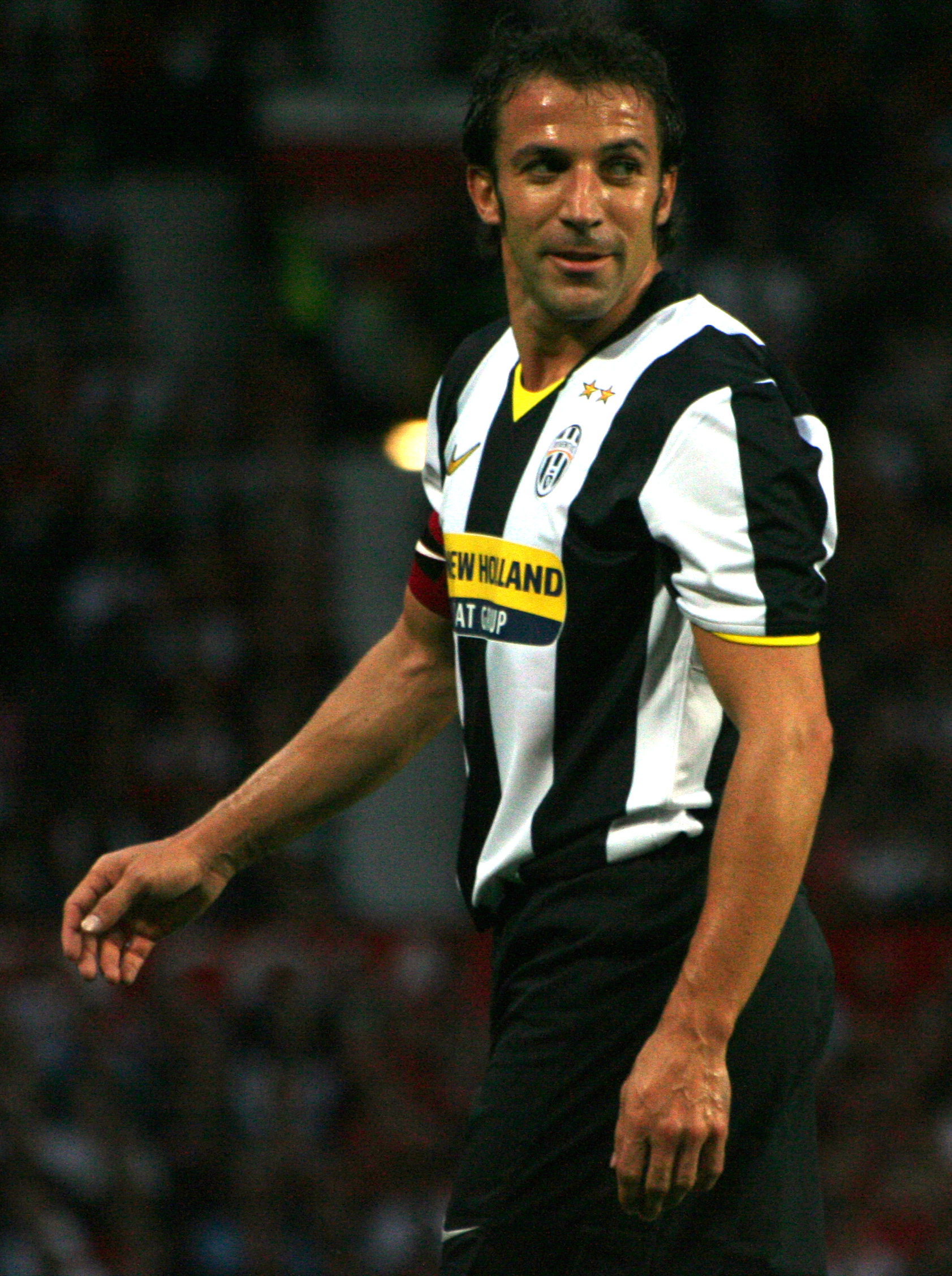
Alessandro Del Piero.

| #  | Tên                     | Giai đoạn | Số bàn |
| -- | ----------------------- | --------- | ------ |
| 1  | Alessandro Del Piero    | 1993-2012 | 290    |
| 2  | Giampiero Boniperti     | 1946-1961 | 179    |
| 3  | Roberto Bettega         | 1970-1983 | 178    |
| 4  | David Trezeguet         | 2000-2010 | 171    |
| 5  | Omar Sívori             | 1957-1965 | 167    |
| 6  | Felice Placido Borel II | 1932-1946 | 158    |
| 7  | Pietro Anastasi         | 1968-1976 | 130    |
| 8  | John Hansen             | 1948-1954 | 124    |
| 9  | Roberto Baggio          | 1990-1995 | 115    |
| 10 | Federico Munerati       | 1922-1933 | 114    |

## Huấn luyện viên

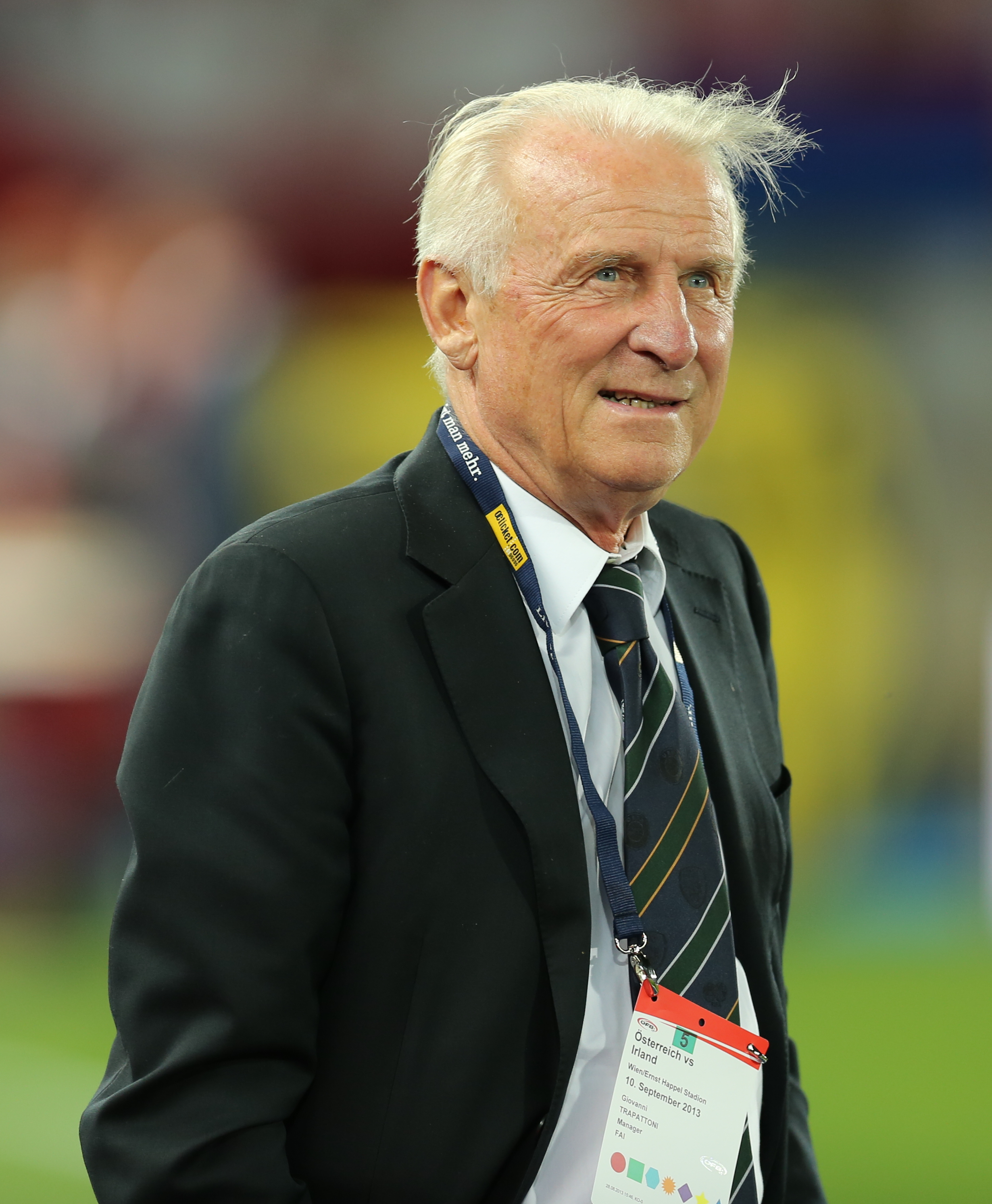
Giovanni Trapattoni.

Trong lịch sử, Juventus đã trải qua 50 đời huấn luyện viên, 10 trong số họ đã từng là huấn luyện viên tạm quyền.
Cho đến nửa đầu của năm 1920, vai trò huấn luyện viên không tồn tại trong đội bóng, đó là một thiếu sót trong chi tiết hệ thống đào tạo để chuẩn bị của các giải đấu. Thực tế, các cầu thủ đều là những sinh viên và công nhân chỉ gặp nhau vài lần trong một tuần trong các dịp khác nhau bao gồm các trò chơi giải trí, đua xe và luôn luôn nằm dưới quản lý của đội trưởng đội bóng.
Huấn luyện viên đầu tiên của lịch sử Juventus là một người Hungary, Jenő Károly. Ông là người đã được chủ tịch vừa đắc cử Edoardo Agnelli vào năm 1923 giới thiệu nhằm đổi mới về quan điểm chiến thuật và chiến lược trong lối chơi của đội. Károly dẫn dắt đội cho đến khi ông qua đời vào năm 1926.
Huấn luyện viên có thời gian dẫn dắt đội bóng dài nhất là Giovanni Trapattoni, người đã dẫn đầu danh sách với mười ba mùa bóng, bao gồm mười mùa giải trong nhiệm kỳ đầu tiên của ông từ mùa giải 1976-77 đến 1985-86 và sau đó là nhiệm kỳ thứ hai từ mùa 1991-92 đến 1993-94. Ngoài ra Trapattoni cũng là huấn luyện viên thành công nhất của Juventus khi giúp Bà Đầm Già giành được tổng cộng 14 danh hiệu. Huấn luyện viên giàu thành tích thứ hai là Marcello Lippi. Hiện tại, Juventus đang được dẫn dắt bởi HLV Massimiliano Allegri.
| Các đời huấn luyện viên \| - 1923-1926: Jenő Károly - 1926-1928: József Viola - 1928-1930: William Aitken - 1930-1935: Carlo Carcano - 1935-1935: Carlo Bigatto - 1935-1939: Virginio Rosetta - 1939-1941: Umberto Caligaris - 1941-1941: Federico Munerati - 1941-1942: Giovanni Ferrari - 1943-1943: Luis Monti - 1943-1946: Felice Placido Borel - 1946-1948: Renato Cesarini - 1948-1949: William Chalmers - 1949-1951: Jesse Carver - 1951-1951: Luigi Bertolini - 1951-1953: György Sárosi - 1953-1955: Aldo Olivieri - 1955-1957: Sandro Puppo - 1957-1959: Ljubiša Broćić - 1959-1959: Teobaldo Depetrini - 1959-1961: Renato Cesarini - 1961-1961: Carlo Parola - 1961-1961: Gunnar Gren - 1961-1962: Carlo Parola - 1962-1964: Paulo Lima Amaral - 1964-1964: Eraldo Monzeglio - 1964-1969: Heriberto Herrera - 1969-1970: Luis Carniglia - 1970-1970: Ercole Rabitti - 1970-1971: Armando Picchi - 1971-1974: Čestmír Vycpálek - 1974-1976: Carlo Parola - 1976-1986: Giovanni Trapattoni - 1986-1988: Rino Marchesi - 1988-1990: Dino Zoff - 1990-1991: Luigi Maifredi - 1991-1994: Giovanni Trapattoni - 1994-1999: Marcello Lippi - 1999-2001: Carlo Ancelotti - 2001-2004: Marcello Lippi - 2004-2006: Fabio Capello - 2006-2007: Didier Deschamps - 2007-2007: Giancarlo Corradini - 2007-2009: Claudio Ranieri - 2009-2010: Ciro Ferrara - 2010-2010: Alberto Zaccheroni - 2010-2011: Luigi Delneri - 2011-2014: Antonio Conte - 2014-2019: Massimiliano Allegri - 2019-2020: Maurizio Sarri - 2020-2021: Andrea Pirlo - 2021-2024: Massimiliano Allegri - 2024-nay: Thiago Motta \| |
| - 1923-1926: Jenő Károly - 1926-1928: József Viola - 1928-1930: William Aitken - 1930-1935: Carlo Carcano - 1935-1935: Carlo Bigatto - 1935-1939: Virginio Rosetta - 1939-1941: Umberto Caligaris - 1941-1941: Federico Munerati - 1941-1942: Giovanni Ferrari - 1943-1943: Luis Monti - 1943-1946: Felice Placido Borel - 1946-1948: Renato Cesarini - 1948-1949: William Chalmers - 1949-1951: Jesse Carver - 1951-1951: Luigi Bertolini - 1951-1953: György Sárosi - 1953-1955: Aldo Olivieri - 1955-1957: Sandro Puppo - 1957-1959: Ljubiša Broćić - 1959-1959: Teobaldo Depetrini - 1959-1961: Renato Cesarini - 1961-1961: Carlo Parola - 1961-1961: Gunnar Gren - 1961-1962: Carlo Parola - 1962-1964: Paulo Lima Amaral - 1964-1964: Eraldo Monzeglio - 1964-1969: Heriberto Herrera - 1969-1970: Luis Carniglia - 1970-1970: Ercole Rabitti - 1970-1971: Armando Picchi - 1971-1974: Čestmír Vycpálek - 1974-1976: Carlo Parola - 1976-1986: Giovanni Trapattoni - 1986-1988: Rino Marchesi - 1988-1990: Dino Zoff - 1990-1991: Luigi Maifredi - 1991-1994: Giovanni Trapattoni - 1994-1999: Marcello Lippi - 1999-2001: Carlo Ancelotti - 2001-2004: Marcello Lippi - 2004-2006: Fabio Capello - 2006-2007: Didier Deschamps - 2007-2007: Giancarlo Corradini - 2007-2009: Claudio Ranieri - 2009-2010: Ciro Ferrara - 2010-2010: Alberto Zaccheroni - 2010-2011: Luigi Delneri - 2011-2014: Antonio Conte - 2014-2019: Massimiliano Allegri - 2019-2020: Maurizio Sarri - 2020-2021: Andrea Pirlo - 2021-2024: Massimiliano Allegri - 2024-nay: Thiago Motta                               |

## Chủ tịch

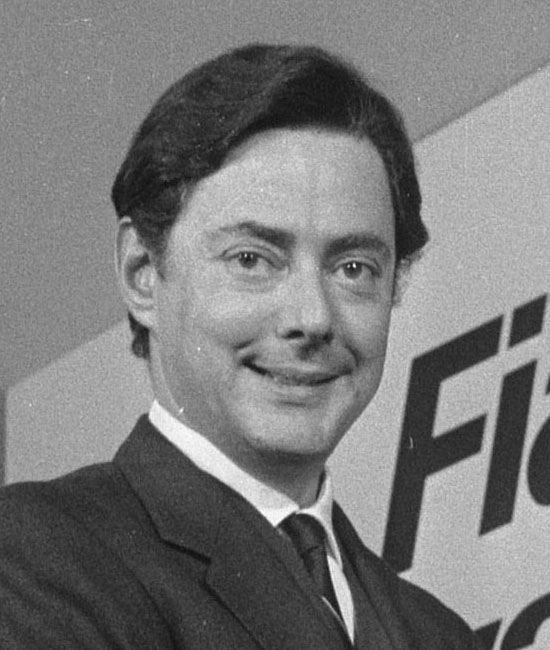
Umberto Agnelli.

Trong hơn 110 năm lịch sử của câu lạc bộ, có tổng cộng 23 chủ tịch và hai ủy ban quản lý điều hành câu lạc bộ Juventus.
Vị chủ tịch đầu tiên trong lịch sử của Juventus là ông Eugenio Canfari, một trong những nhà đồng thành lập nên câu lạc bộ. Vị chủ tịch có thời gian tại vị dài nhất là Giampiero khi trèo lái câu lạc bộ Juventus trong 19 năm từ 1971 đến năm 1990, Boniperti cùng với người kế nhiệm sau đó của ông là Caissotti Vittorio Chiusano, người làm chủ tịch câu lạc bộ trong giai đoạn 1990-2003 đã giúp Juventus có được 2 danh hiệu lớn nhất trong lịch sử của câu lạc bộ.
Doanh nhân Umberto Agnelli trở thành chủ tịch của Juventus vào năm 1956 là người trẻ nhất nắm giữ chức vụ đó. Cũng đáng chú ý là hai vị chủ tịch khác của Juventus là ông Alfred Dick quốc tịch Thụy Sĩ và Jean-Claude Blanc quốc tịch Pháp là 2 chủ tịch duy nhất trong lịch sử câu lạc bộ không phải là người Ý đã đảm nhận chức vụ cao nhất này. Đặc biệt, Dick là chủ tịch đầu tiên mang về danh hiệu Scudetto cho Juventus vào năm 1905. Từ năm 2010, chủ tịch Juventus được đảm nhiệm bởi doanh nhân Andrea Agnelli, người thứ tư của nhà Agnelli sau Eduardo Agnelli, Gianni Agnelli và Umberto Agnelli. 
Còn lại hầu hết các đời chủ tịch của Juventus đều là người Italia.
| Các đời chủ tịch \| - 1897–1998: Eugenio Canfari - 1898–1901: Enrico Canfari - 1901–1902: Carlo Favale - 1903–1904: Giacomo Parvopassu - 1905–1906: Alfred Dick - 1907–1910: Carlo Vittorio Varetti - 1911–1912: Attilio Ubertalli - 1913–1915: Giuseppe Hess - 1915–1918: Gioacchino Armano - 1919–1920: Corrado Corradini - 1920–1923: Gino Olivetti - 1923–1935: Edoardo Agnelli - 1935–1936: Giovanni Mazzonis \| - 1936–1941: Emilio de la Forest de Divonne - 1941–1947: Pietro Dusio - 1947–1954: Giovanni Agnelli - 1954–1955: Enrico Craveri - 1955–1962: Umberto Agnelli - 1962–1971: Vittore Catella - 1971–1990: Giampiero Boniperti - 1990–2003: Vittorio Caissotti di Chiusano - 2003–2006: Franzo Grande Stevens - 2006–2009: Giovanni Cobolli Gigli - 2009–2010: Jean-Claude Blanc - 2010–2022: Andrea Agnelli - 2022–nay: Gianluca Ferrero \| | |
| - 1897–1998: Eugenio Canfari - 1898–1901: Enrico Canfari - 1901–1902: Carlo Favale - 1903–1904: Giacomo Parvopassu - 1905–1906: Alfred Dick - 1907–1910: Carlo Vittorio Varetti - 1911–1912: Attilio Ubertalli - 1913–1915: Giuseppe Hess - 1915–1918: Gioacchino Armano - 1919–1920: Corrado Corradini - 1920–1923: Gino Olivetti - 1923–1935: Edoardo Agnelli - 1935–1936: Giovanni Mazzonis | - 1936–1941: Emilio de la Forest de Divonne - 1941–1947: Pietro Dusio - 1947–1954: Giovanni Agnelli - 1954–1955: Enrico Craveri - 1955–1962: Umberto Agnelli - 1962–1971: Vittore Catella - 1971–1990: Giampiero Boniperti - 1990–2003: Vittorio Caissotti di Chiusano - 2003–2006: Franzo Grande Stevens - 2006–2009: Giovanni Cobolli Gigli - 2009–2010: Jean-Claude Blanc - 2010–2022: Andrea Agnelli - 2022–nay: Gianluca Ferrero |

## Những cầu thủ nổi tiếng
- Cristiano Ronaldo
- Dino Baggio
- Roberto Baggio
- Roberto Bettega
- Alen Bokšić
- Zbigniew Boniek
- Roberto Boninsegna
- Giampiero Boniperti
- Liam Brady
- Gianluigi Buffon
- Antonio Cabrini
- Fabio Cannavaro
- Franco Causio
- John Charles
- Giampiero Combi
- Edgar Davids

| - Alessandro Del Piero - Didier Deschamps - Andrea Fortunato - Claudio Gentile - Zlatan Ibrahimović - Filippo Inzaghi - Robert Jarni - Michael Laudrup - Adrian Mutu - Pavel Nedvěd - Andrea Pirlo - Michel Platini - Fabrizio Ravanelli - Paolo Rossi | - Ian Rush - Marcelo Salas - Salvatore Schillaci - Gaetano Scirea - Omar Sivori - Marco Tardelli - Lilian Thuram - David Trézéguet - Gianluca Vialli - Arturo Vidal - Patrick Vieira - Christian Vieri - Gianluca Zambrotta - Zinédine Zidane - Dino Zoff |

### Calciopoli 2006
- Tường trình của báo the Guardian Lưu trữ ngày 26 tháng 5 năm 2006 tại Wayback Machine
- Tường trình của BBC Sport